# Grenadier-Regiment „Königin Olga“ (1. Württembergisches) Nr. 119
Das Grenadier-Regiment „Königin Olga“ (1. Württembergisches) Nr. 119 war von 1806 bis 1919 ein Regiment des Württembergischen Heeres. Das Regiment trug den Ehrennamen Königin Olga benannt nach der russischen Großfürstin Olga Nikolajewna Romanowa der Ehefrau von König Karl I.

## Geschichte

### Name

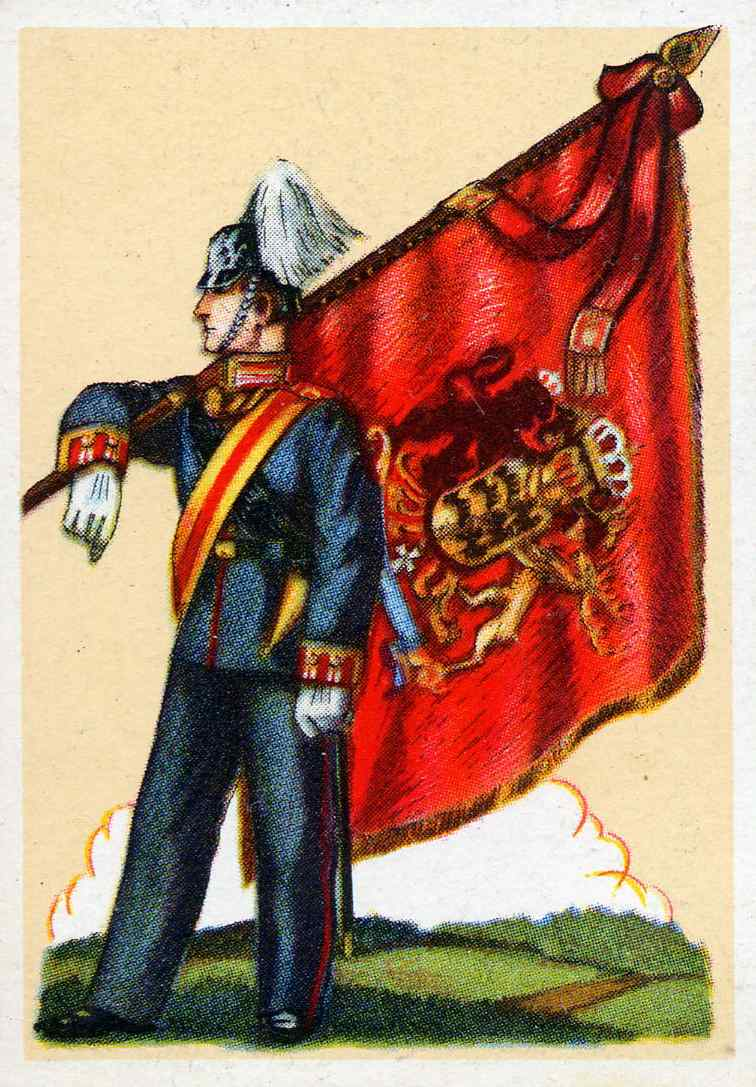
Fahne des Grenadier-Regiments „Königin Olga“ Nr. 119 (Vorderseite), um 1913

Das Regiment wurde 1806 als Infanterie-Regiment von Schröder aufgestellt und bestand aus den Musketier-Bataillonen von Mylius und Prinz Paul. In der Folgezeit wurde es entsprechend damaligem Brauch nach seinen jeweiligen Inhabern benannt und hieß 1806 Infanterie-Regiment von Phull, 1809 Infanterie-Regiment Prinz Paul. 1810 erhielt es die Regimentsnummer 1. Im Russlandfeldzug 1812 wurde das Regiment ganz aufgerieben. 1813 wurde es mit einer Stärke von ca. 30 Offizieren und 1.400 Unteroffizieren und Mannschaften in zwei Bataillonen neu aufgestellt und durch den Inhaberwechsel an König Friedrich zum Leib-Infanterie-Regiment Nr. 1.
Mit der Militärreform 1817 wurde das 1. Bataillon (Grenadier-Bataillon) des württembergischen Garde-Regiments zu Fuß in das Regiment eingegliedert. Die Bezeichnung Leibregiment fiel weg und das Regiment hieß ab 31. März 1817 schlicht 1. Infanterie-Regiment. Erst durch einen Erlass König Karls vom 19. Dezember 1864  wurden die Namen einiger Regimenter erweitert und das 1. Regiment erhielt die Benennung Königin Olga.
Nach Abschluss der Militärkonvention mit dem Norddeutschen Bund vom 21./25. November 1870 erhielt das Regiment wie alle württembergischen Truppenteile zur Unterscheidung von den Truppenteilen anderer deutscher Staaten am 2. Oktober 1871 die Bezeichnung 1. württembergisches Infanterie-Regiment Königin Olga. Am 18. Dezember 1871 erhielten alle Regimenter zusätzliche Nummern. Diese entsprachen der fortlaufenden Nummerierung aller Regimenter des deutschen Bundesheeres, unabhängig von ihrer Zugehörigkeit zu einem der Kontingente. Das 1. württembergische Regiment erhielt die Nummer 119 und wurde durch einen Namenszusatz als Grenadier-Regiment qualifiziert. Die endgültige Schreibweise und Nummerierung am 14. Dezember 1874 lautete: Grenadier-Regiment Königin Olga (1. Württembergisches) Nr. 119.
Die Tradition des Regiments übernahmen in der Reichswehr die 1. und 2. Kompanie des 13. (Württembergischen) Infanterie-Regiments.

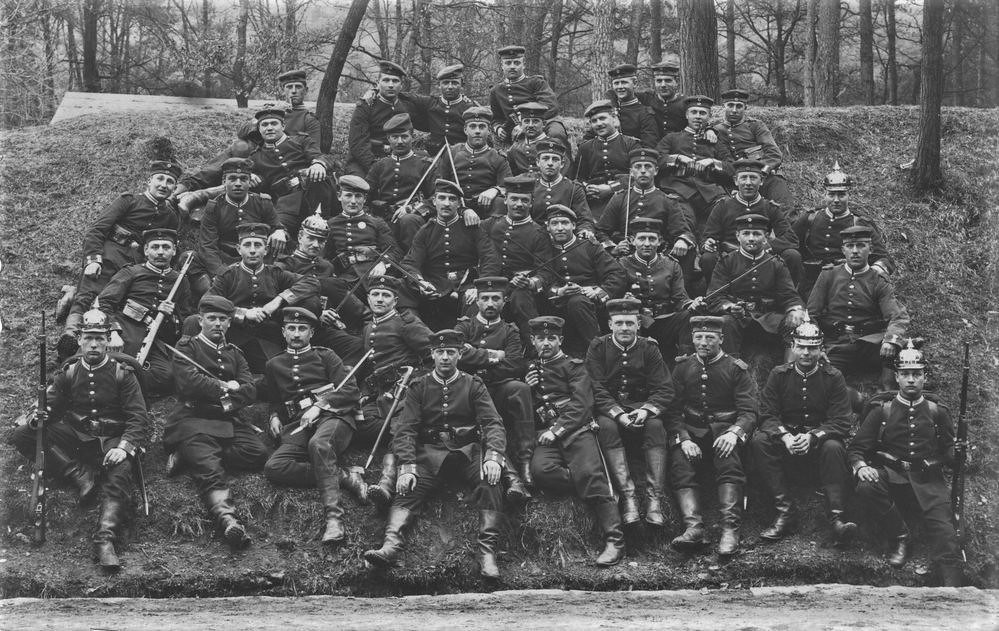
Grenadierzug aus dem Regiment „Königin Olga“ (1. Württembergisches) Nr. 119 während einer Übungspause
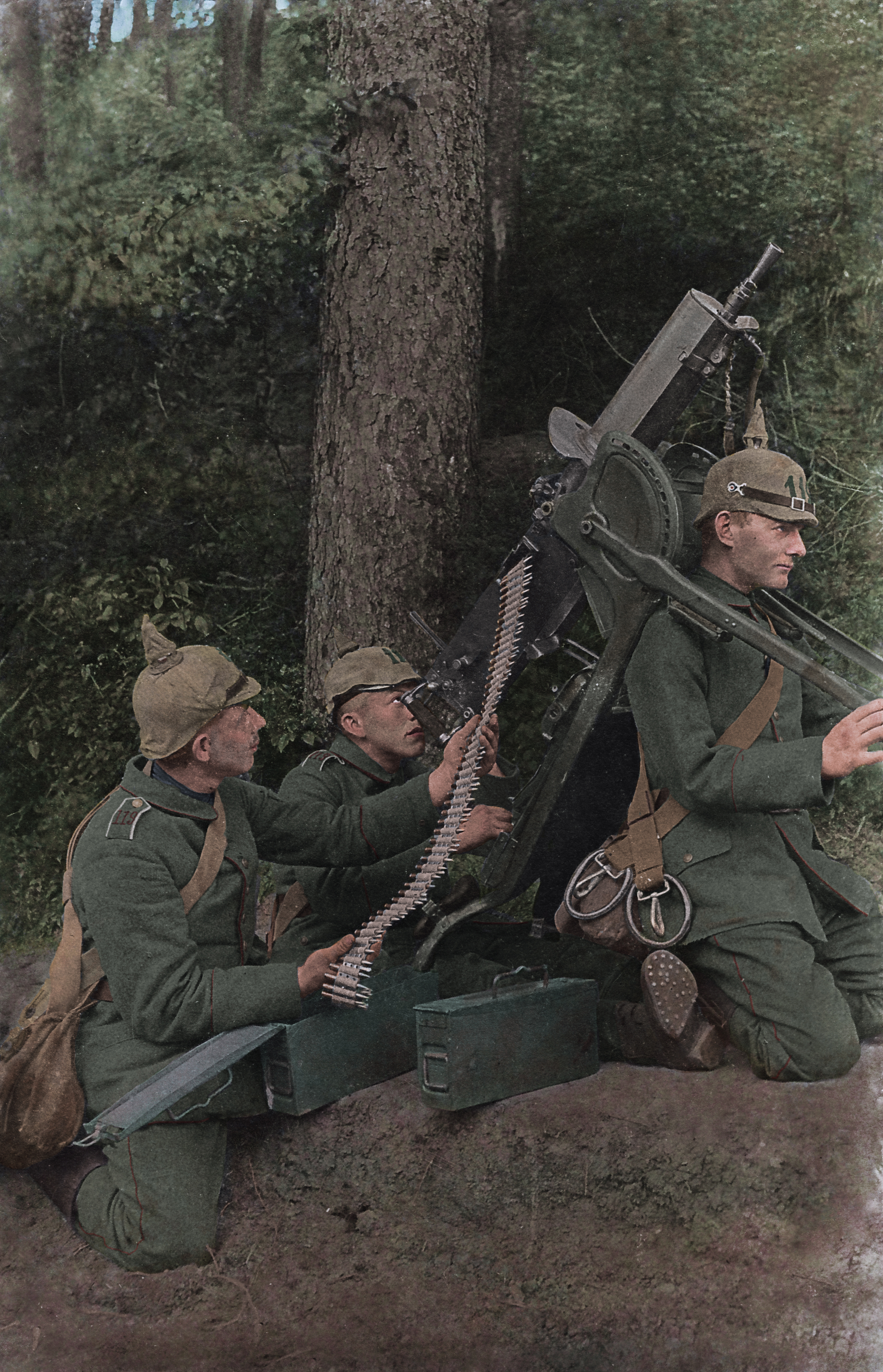
Drei Soldaten des Grenadier-Regiments 119 „Königin Olga“ des XIII. Württembergischen Korps bedienen ein MG 08 als Flugabwehrwaffe, um 1915
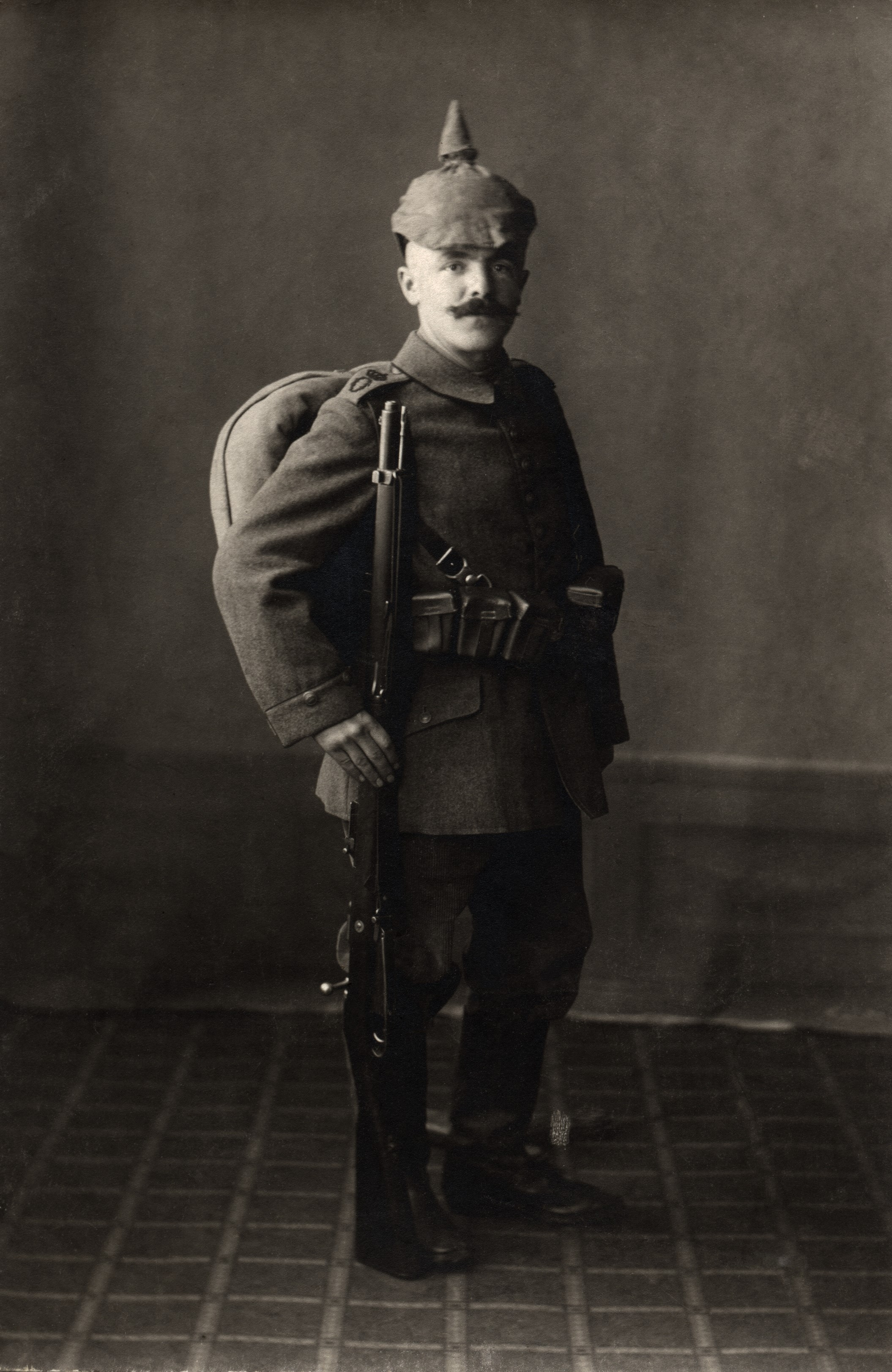
Grenadier aus dem Regiment „Königin Olga“ (1. Württembergisches) Nr. 119, um 1916
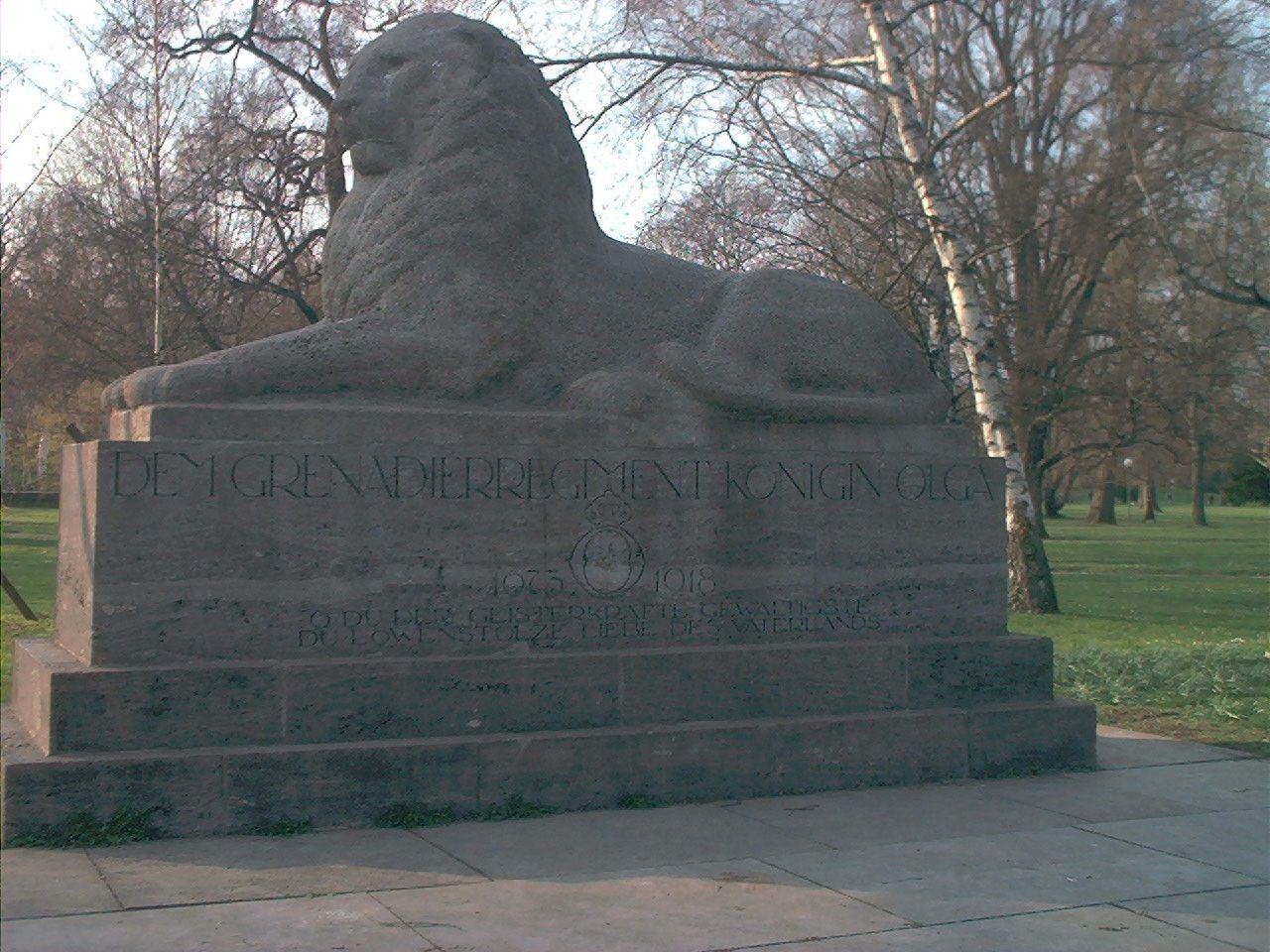
Denkmal für das Regiment im Mittleren Schlossgarten in Stuttgart
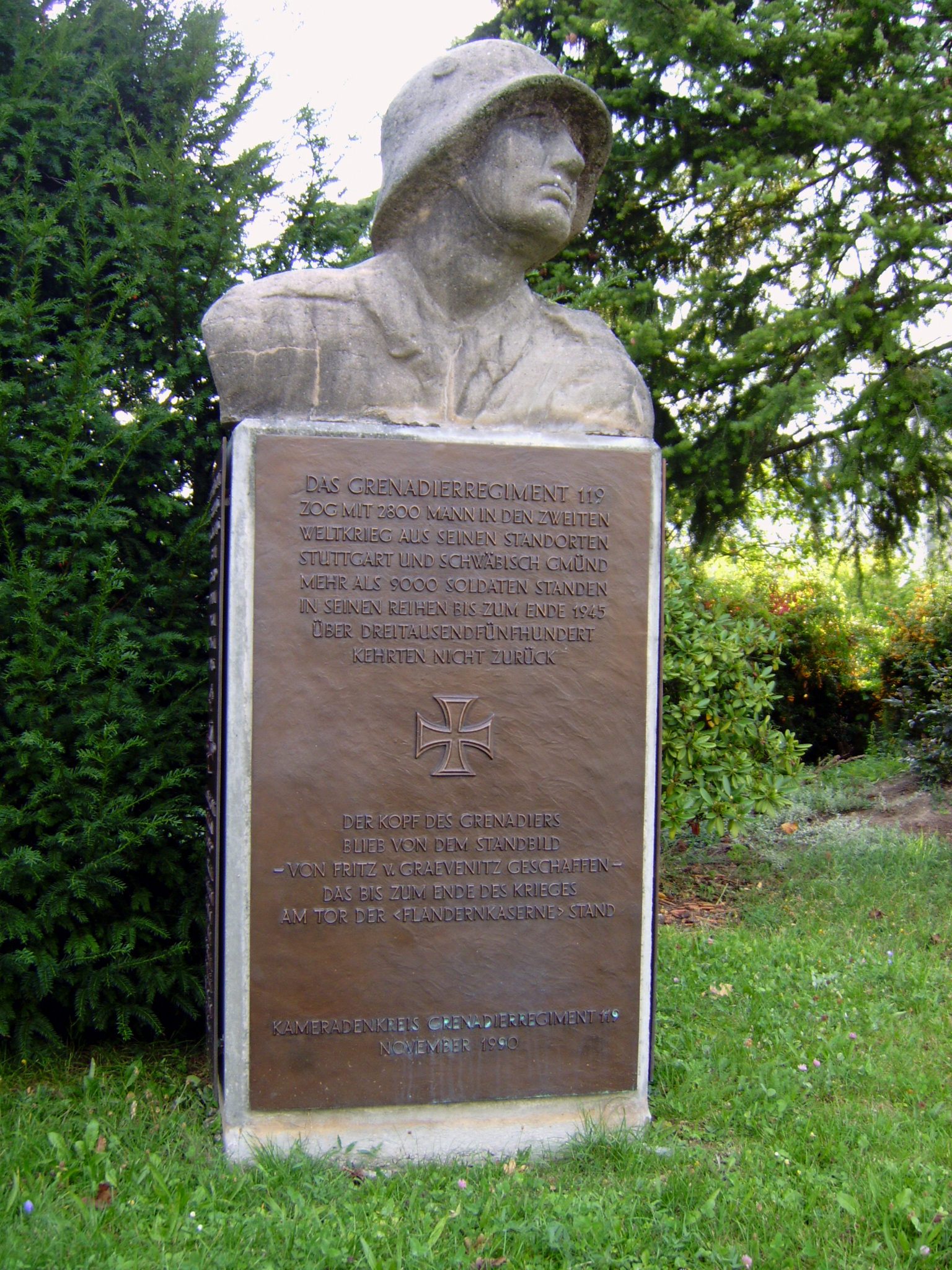
Denkmal für das Regiment im Hof der Theodor-Heuss-Kaserne in Stuttgart
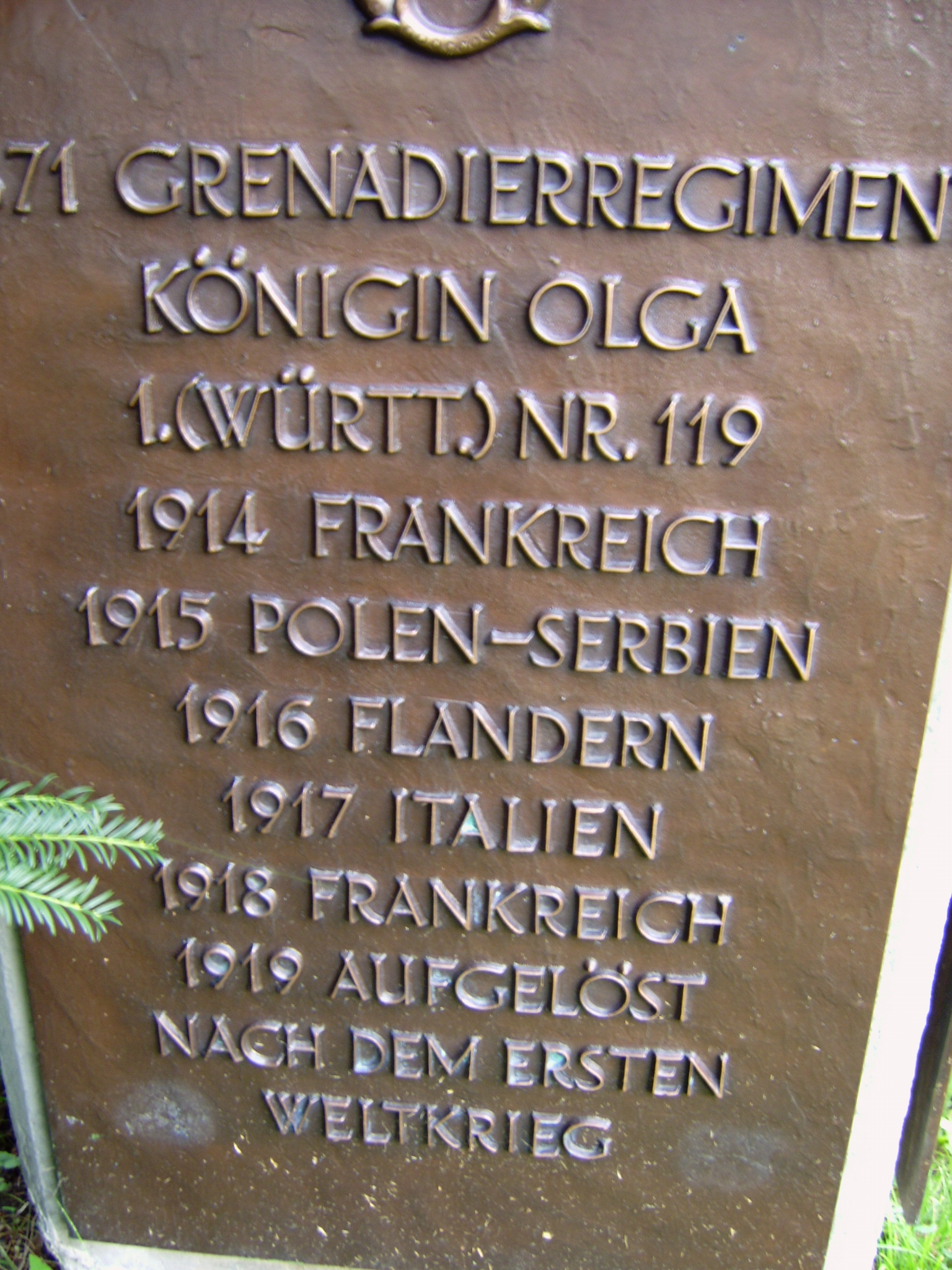
Denkmal für das Regiment im Hof der Theodor-Heuss-Kaserne in Stuttgart

### Garnisonen
- 1806: Stuttgart
- 1851: Ludwigsburg
- 1859: Stuttgart
- 1865–1868: 2. Jäger-Bataillon Ulm

### Teilnahme an Gefechten und Kampfhandlungen
- 1806 auf Seiten Frankreichs gegen Preußen, Stärke 4 Kompanien mit rund 800 Mann. Das Regiment kämpfte vor Glogau, Schweidnitz und Neiße.
- 1809 auf Seiten Frankreichs gegen Österreich, Stärke 29 Offiziere und rund 1.400 Mann. Das Regiment kämpfte bei Linz und am Pfenningberg.
- 1812 auf Seiten Frankreichs gegen Russland im Armeekorps Ney, Stärke rund 1.400 Mann. Nach der Schlacht von Borodino wurden die Reste der württembergischen Infanterie in 3 Bataillonen formiert. Im Januar 1813 war das Regiment noch 4 Offiziere, 3 Unteroffiziere und 14 Mann stark. Alle Fahnen wurden jedoch zurückgebracht.
- 1813 auf Seiten Frankreichs gegen Russland/Preußen im IV. Armeekorps Bertrand, Stärke rund 1.400 Mann. Nach der Schlacht bei Dennewitz wurden die Reste der württembergischen Infanterie in 3 Bataillonen formiert. Alle Fahnen wurden zurückgebracht.

an den Feldzügen 1814 und 1815 nahm das Regiment nicht teil.
- 1848 war das Regiment zur Bekämpfung von Unruhen im Lande eingesetzt. Ein Zug war dabei auch in das Gefecht bei Dossenbach verwickelt.
- 1866 gegen Preußen, Stärke 39 Offiziere und Fähnriche, 10 Kompanien. Das Regiment kämpfte bei Tauberbischofsheim, dabei fielen 3 Mann. 46 wurden verwundet und 6 gefangen.
- 1870/1871 gegen Frankreich. Das Regiment gehörte mit einer Stärke von 28 Offizieren und 1.845 Unteroffizieren und Mannschaften zur württembergischen Division in der 3. Armee und kämpfte bei Champigny (21. Oktober) und Villiers (30. November und 2. Dezember), Verluste 188 Gefallene, 367 Verwundete, 78 Gefangene.

#### Erster Weltkrieg
Das Regiment macht am 2. August 1914 mobil und war den gesamten Krieg über an verschiedenen Fronten im Einsatz.
Das XIII. (Königlich Württembergisches) Armee-Korps kämpfte zunächst in den Argonnen. Ab 1. Dezember 1914 bildete die 26. Division (1. Königlich Württembergische) und die 25. Reserve-Division (mit unterstelltem württ. Feldartillerie-Regiment 132) das XIII. Korps bei der 9. Armee (Mackensen), in Polen und stieß bei Kozlow an die Bzura vor.
Im März 1915 wurde das XIII. Armee-Korps der 12. Armee (Gallwitz) unterstellt und nach Norden nach Przasnysz verlegt. Von Juli bis August war sie am Durchbruch über den Narew beteiligt und erreichte den Njemen. Im September wurde die Division aus der Ostfront herausgelöst, im Bahntransport in den Raum westlich Belgrad verlegt. Am 1. November wurde sie dem XXII. Reserve-Korps (Falkenhayn), 3. österr.-ungar. Armee (Köveß), unterstellt und drang bis Mitte November bis Kraljevo vor. Im Dezember wurden das XIII. Armee-Korps mit der 26. Infanterie-Division und dem Feldartillerie-Regiment „König Karl“ (1. Württembergisches) Nr. 13 wieder an die Westfront in den Raum westlich Ypern verlegt.
1916 war das Regiment im Rahmen der Division in der Schlacht an der Somme eingesetzt.
1917 war die Division in der Schlacht von Arras und in der Zweiten Flandernschlacht eingesetzt. Ab 12. September wurde sie von Zabern in den Raum Klagenfurt verlegt, wo sie am 7. Oktober eintraf, mit der 200. Infanterie-Division dem Generalkommando z. b. V. (zur besonderen Verwendung) 51 unterstellt und für den Kampf im Gebirge ausgerüstet und ausgebildet wurde. Vom 24. Oktober an war die Division an den Kämpfen in Venetien (Zwölfte Isonzoschlacht und Erste Piaveschlacht) beteiligt und erreichte die Piave, wo sie bis zum 6. Dezember blieb. Danach wurde sie zur Ausbildung hinter der Front in den Raum Molsheim verlegt und kam im März 1918 nach Valenciennes.
Während der Deutschen Frühjahrsoffensive 1918 stieß die Division in der Operation Michael bis Beaumont vor und wurde anschließend bei Reims eingesetzt. In den Rückzugskämpfen ging sie auf die Antwerpen-Maas-Stellung zurück, von wo sie nach dem Waffenstillstand von Compiègne zu Fuß den Rückmarsch über Prüm, Linz am Rhein und Ferndorf in den Raum Marburg antrat. Von dort erreichte das Regiment seine Friedensgarnisonen in Stuttgart, wo ab 19. Dezember 1918 die Demobilisierung erfolgte.
Die Gesamtverluste betrugen 3.530 Gefallene und 8.757 Verwundete.

#### Verbleib
Im Januar 1919 gingen Teile zu den württembergischen Sicherheits-Kompanien sowie im Februar 1919 zur Freiwilligen-Abteilung Haas über. Diese gingen im Juni 1919 in den Reichswehr-Schützen-Regimentern 25 und 26 auf.

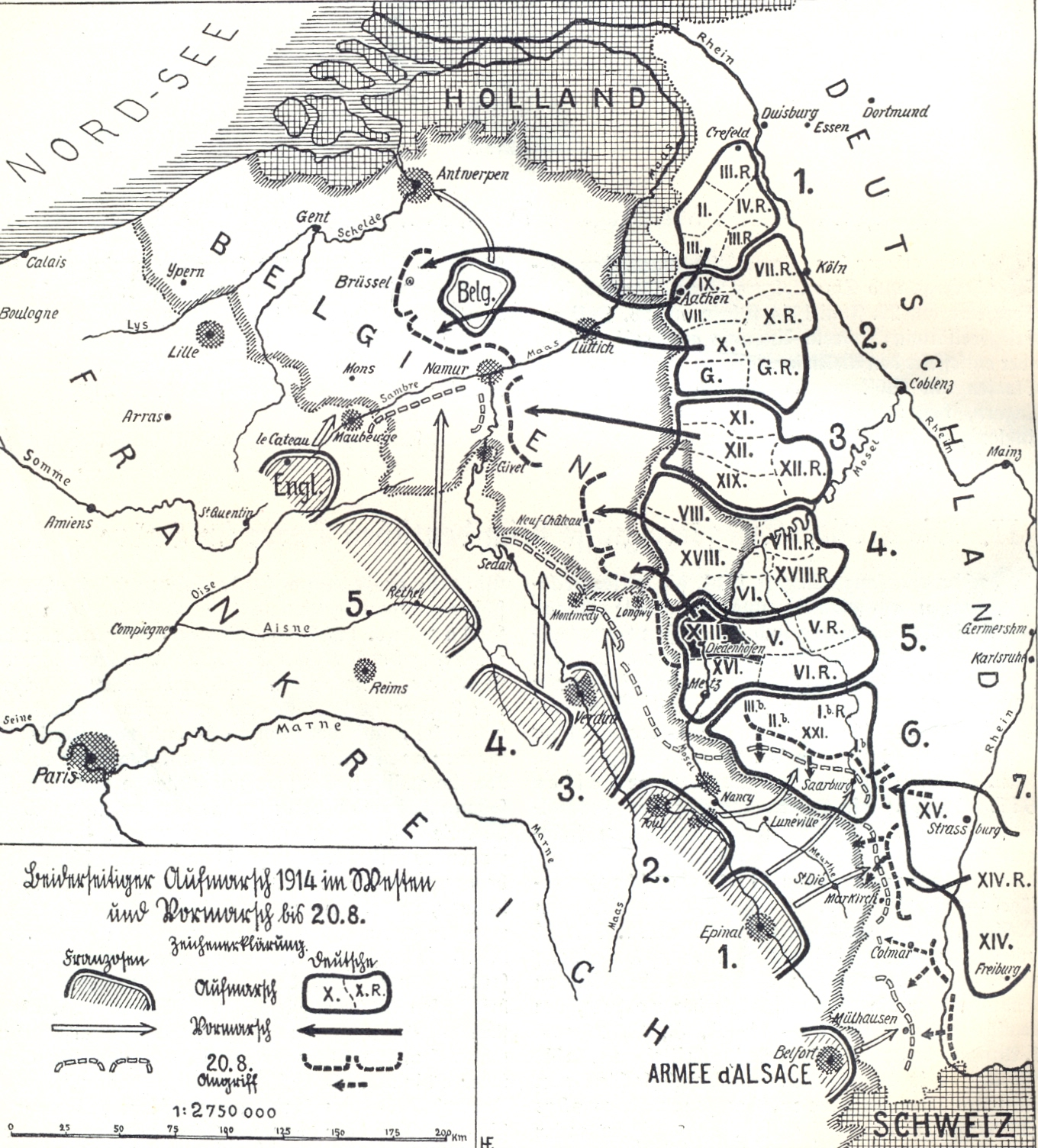
Aufmarsch im Westen
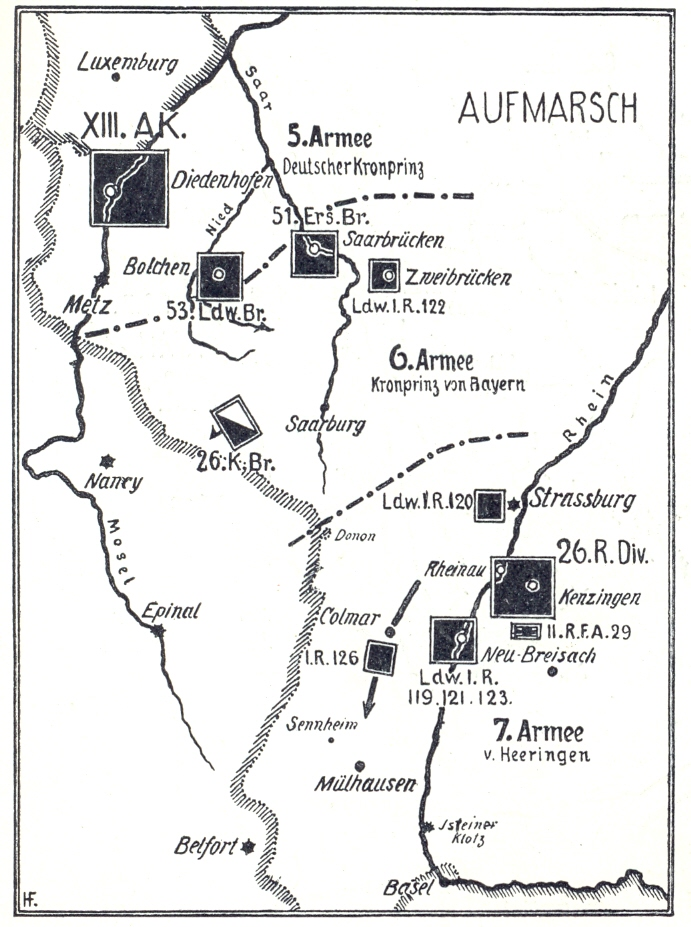
Aufmarsch des XIII. Armee-Korps
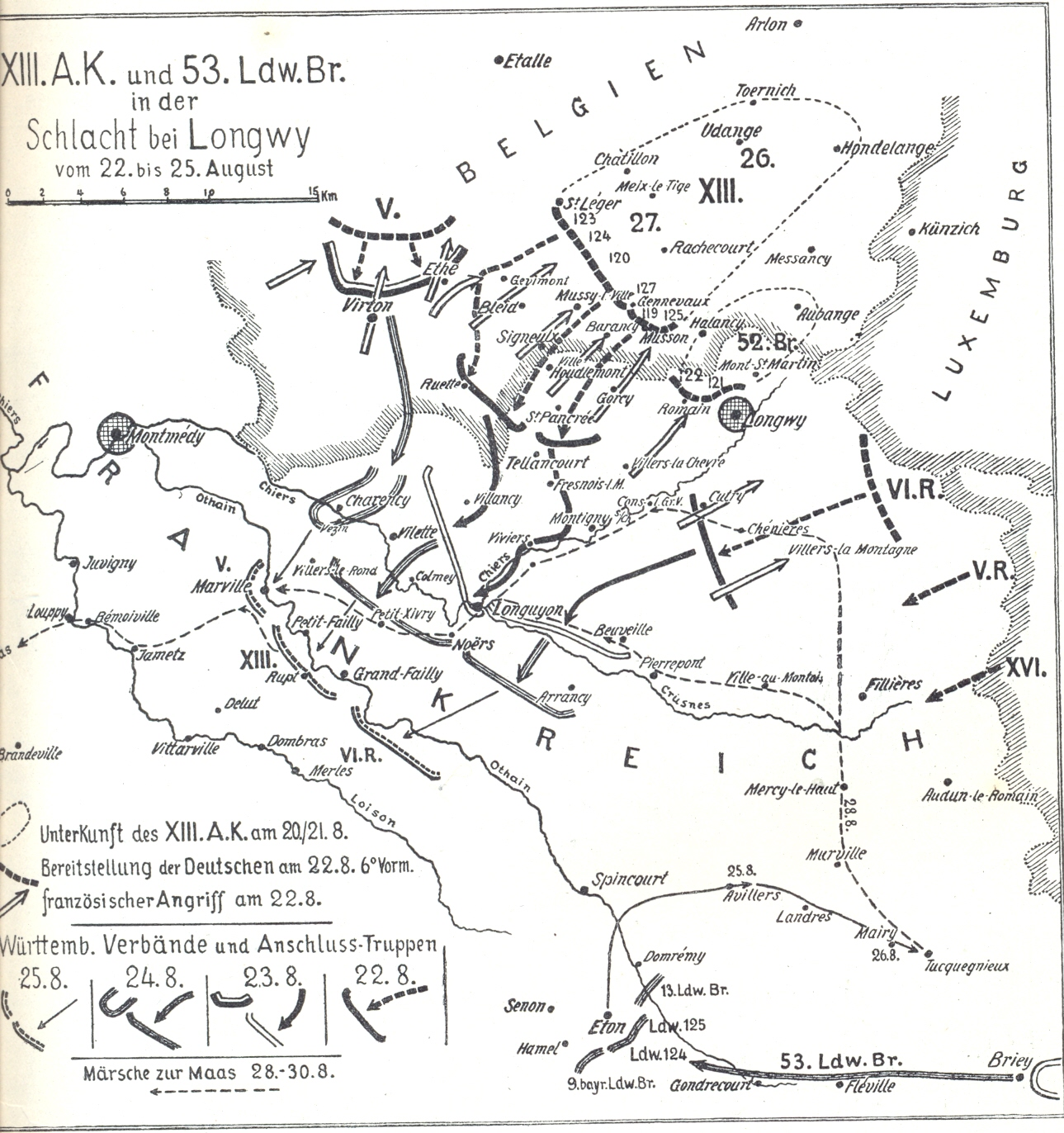
Schlacht bei Longwy 1914
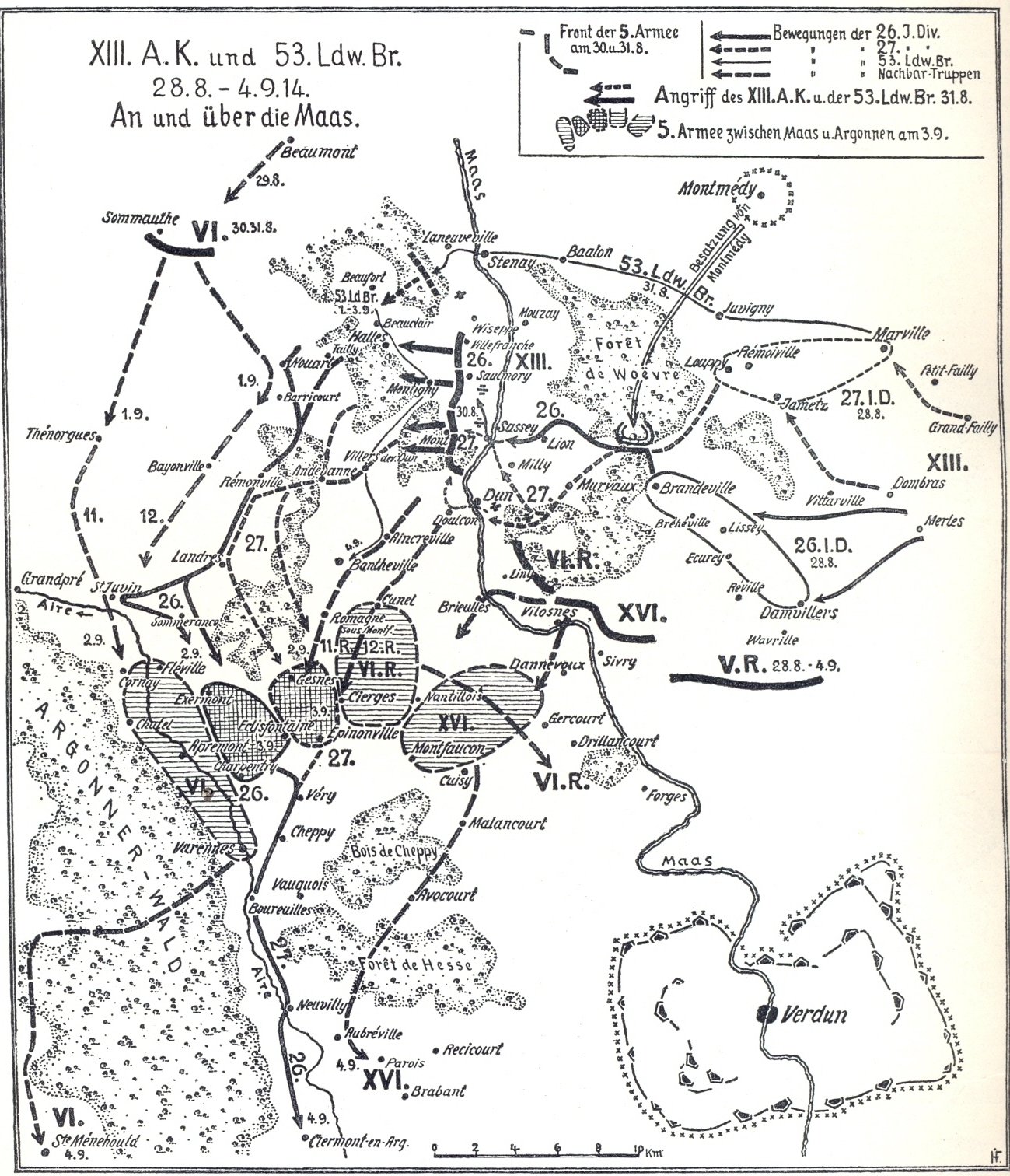
XIII. Armee-Korps an der Maas 1914
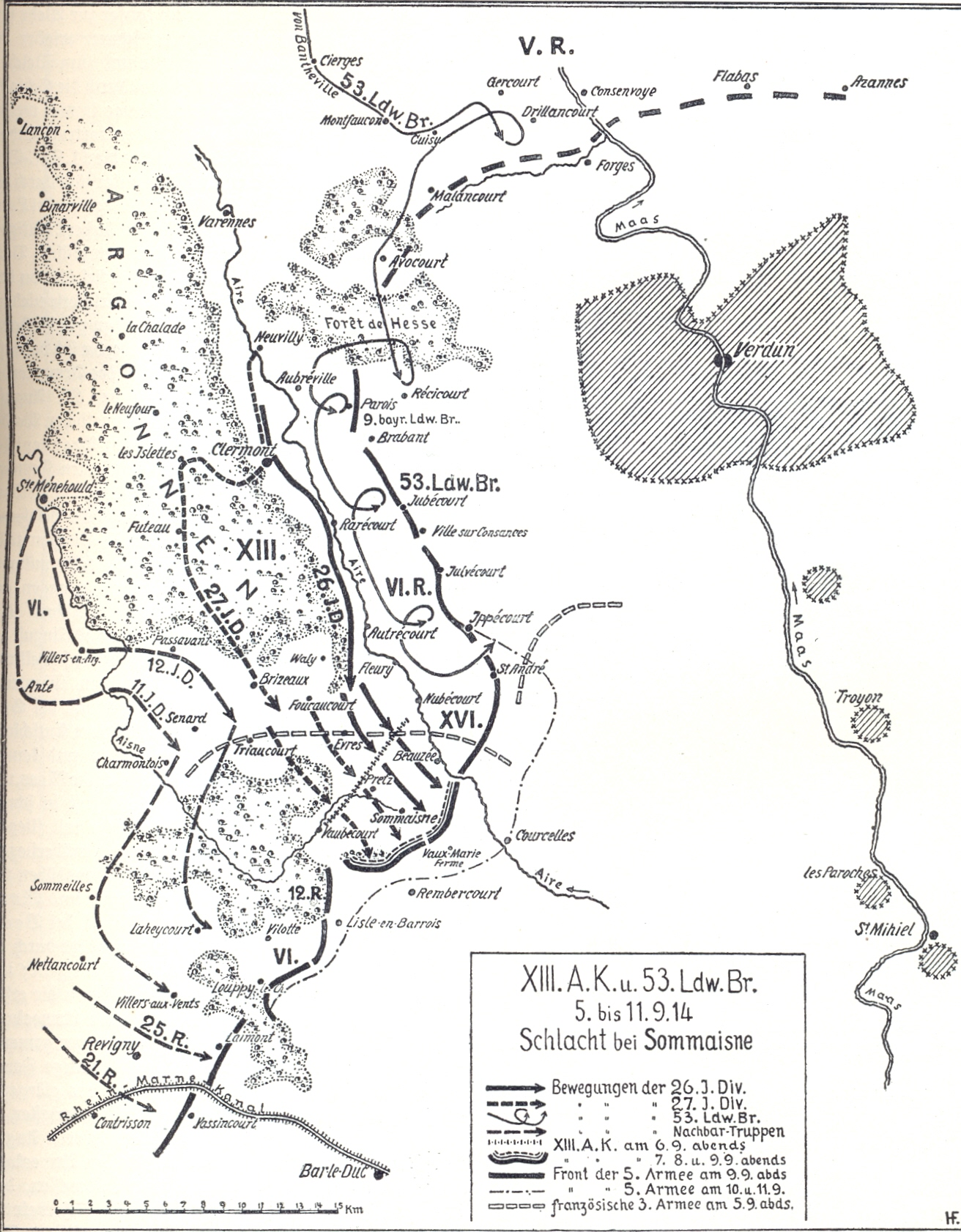
XIII. Armee-Korps in den Argonnen 1914
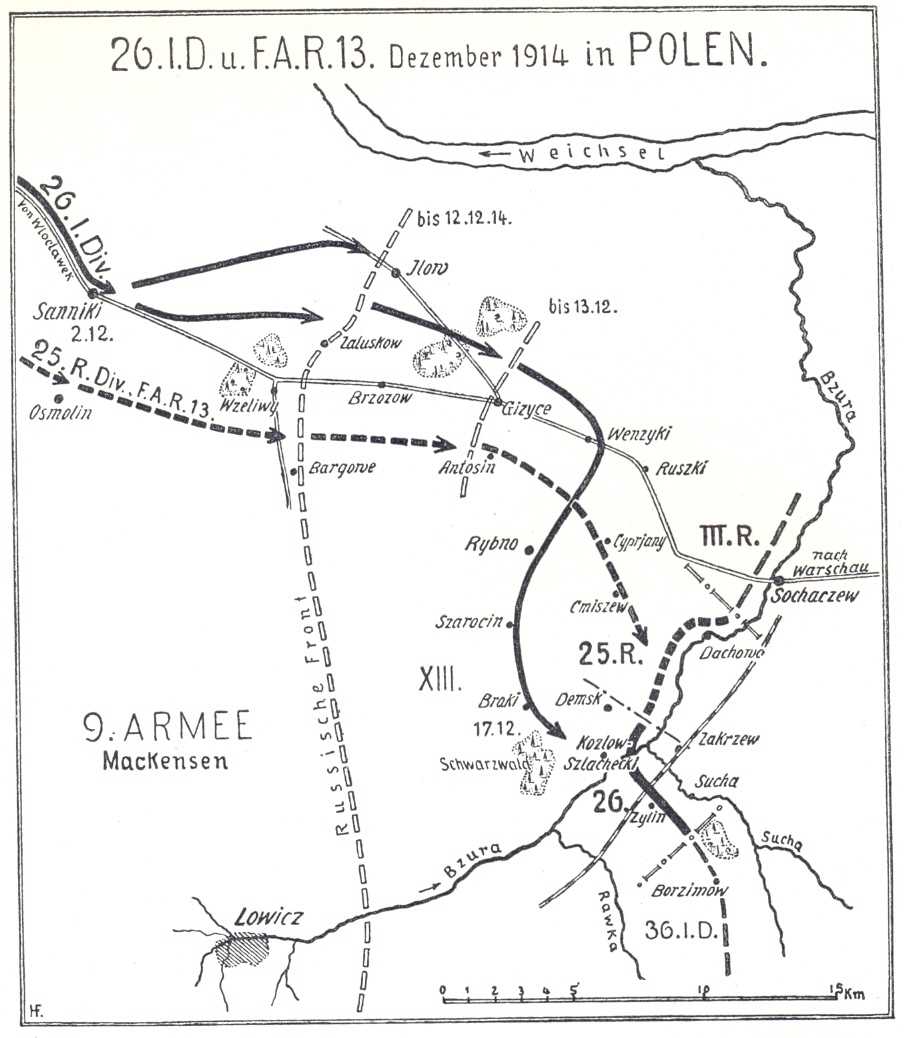
26.Inf.-Div. und FArt-Regt. 13 in Polen 1914
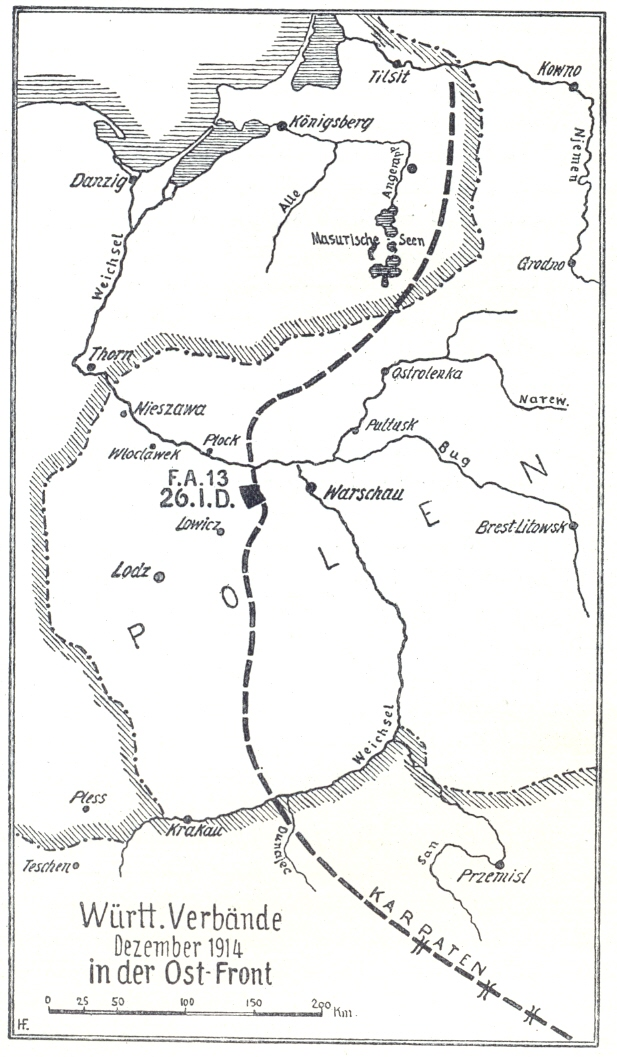
Württ. Verbände an der Ostfront Ende 1914
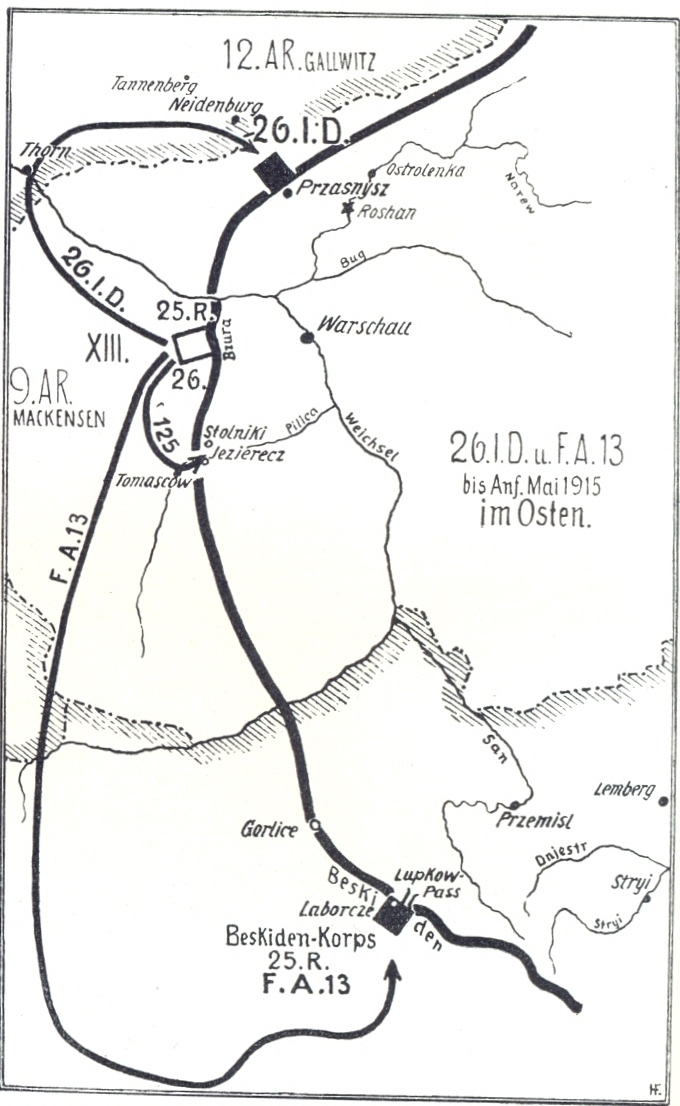
26. Inf.Div. im Osten Mai 1915
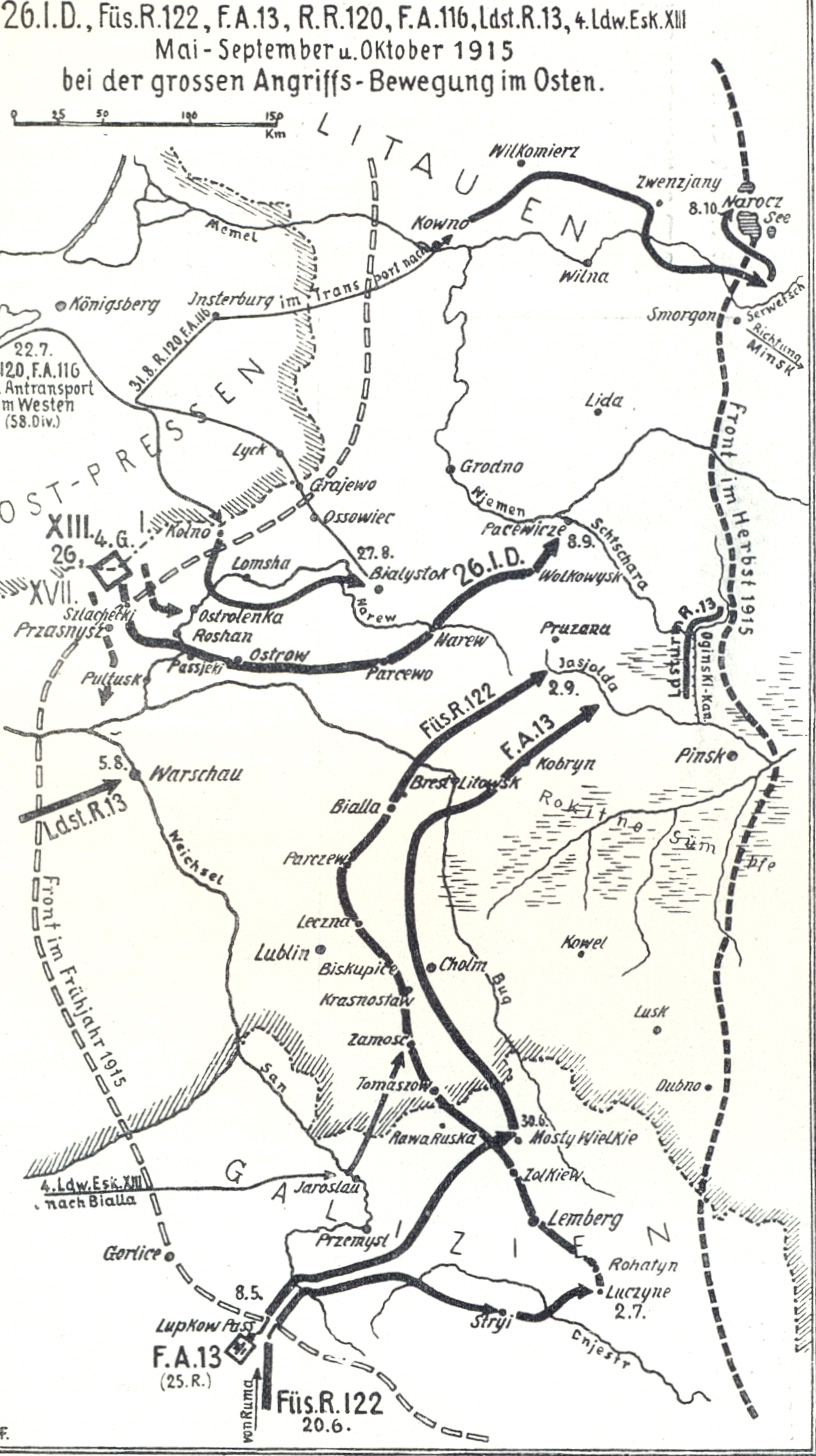
26. Inf.Div. im Osten Mai bis Oktober 1915
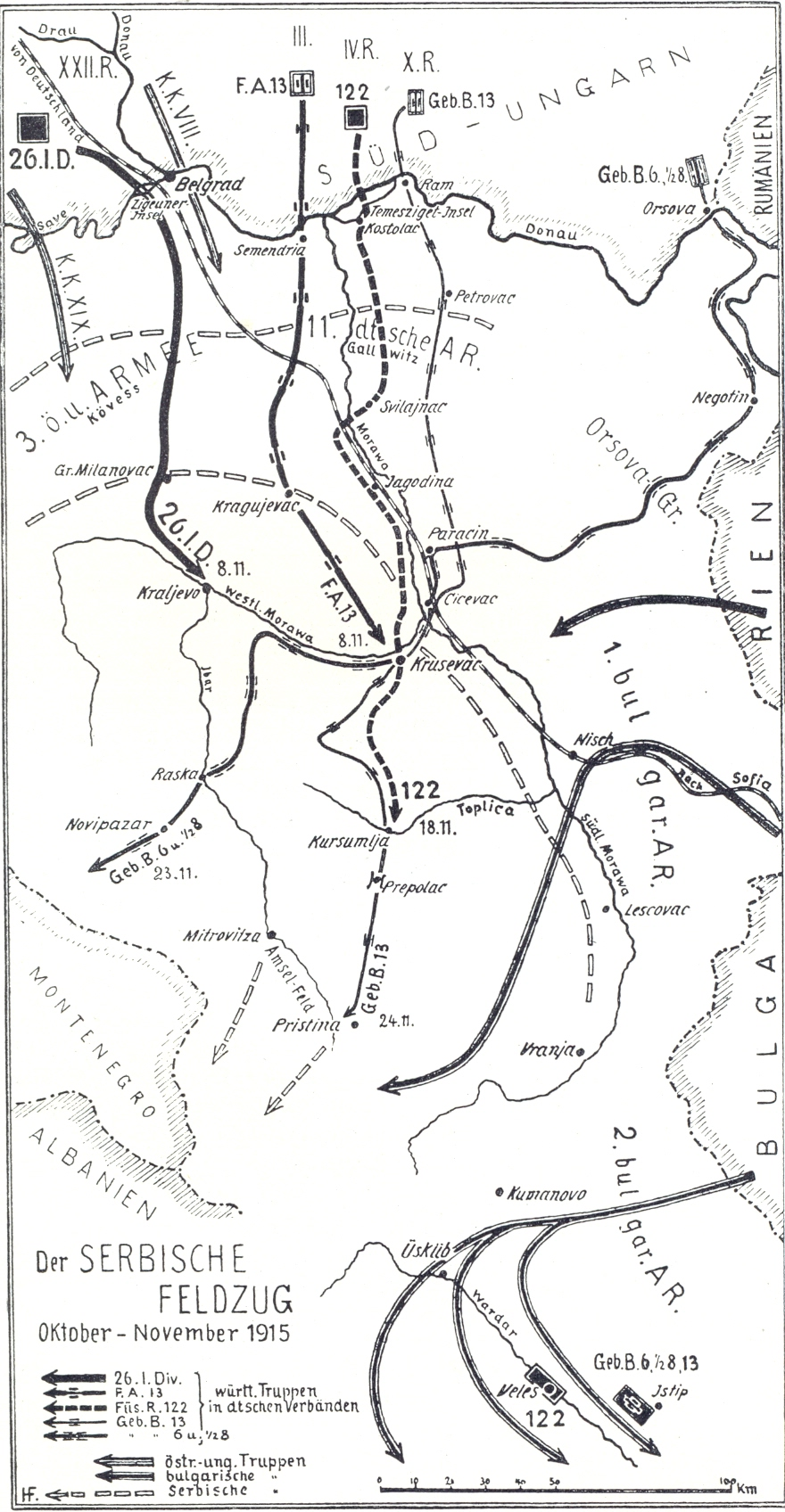
Der serbische Feldzug 1915
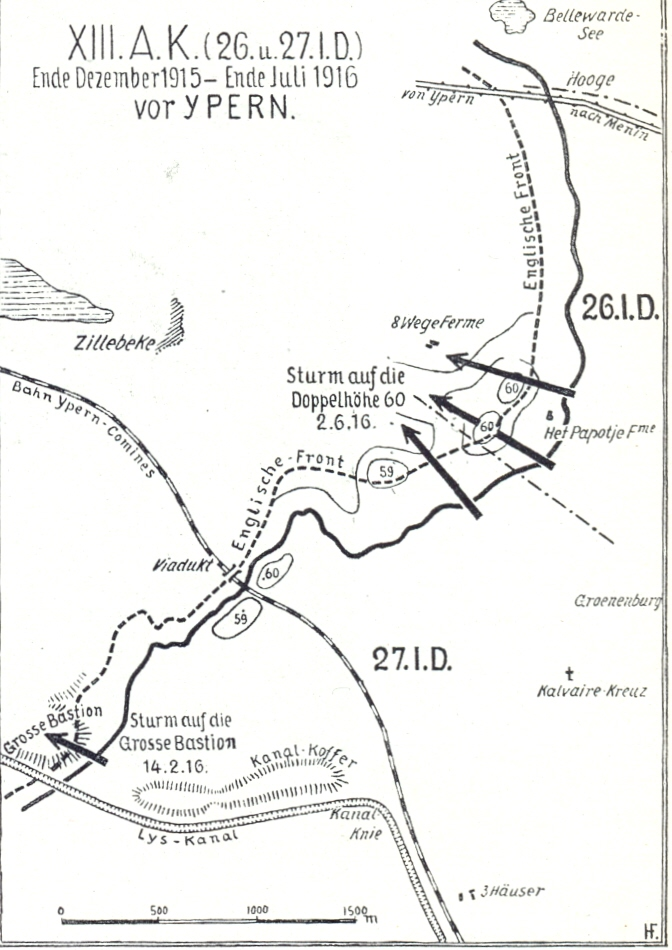
XIII. Armee-Korps bei Ypern 1915/1916
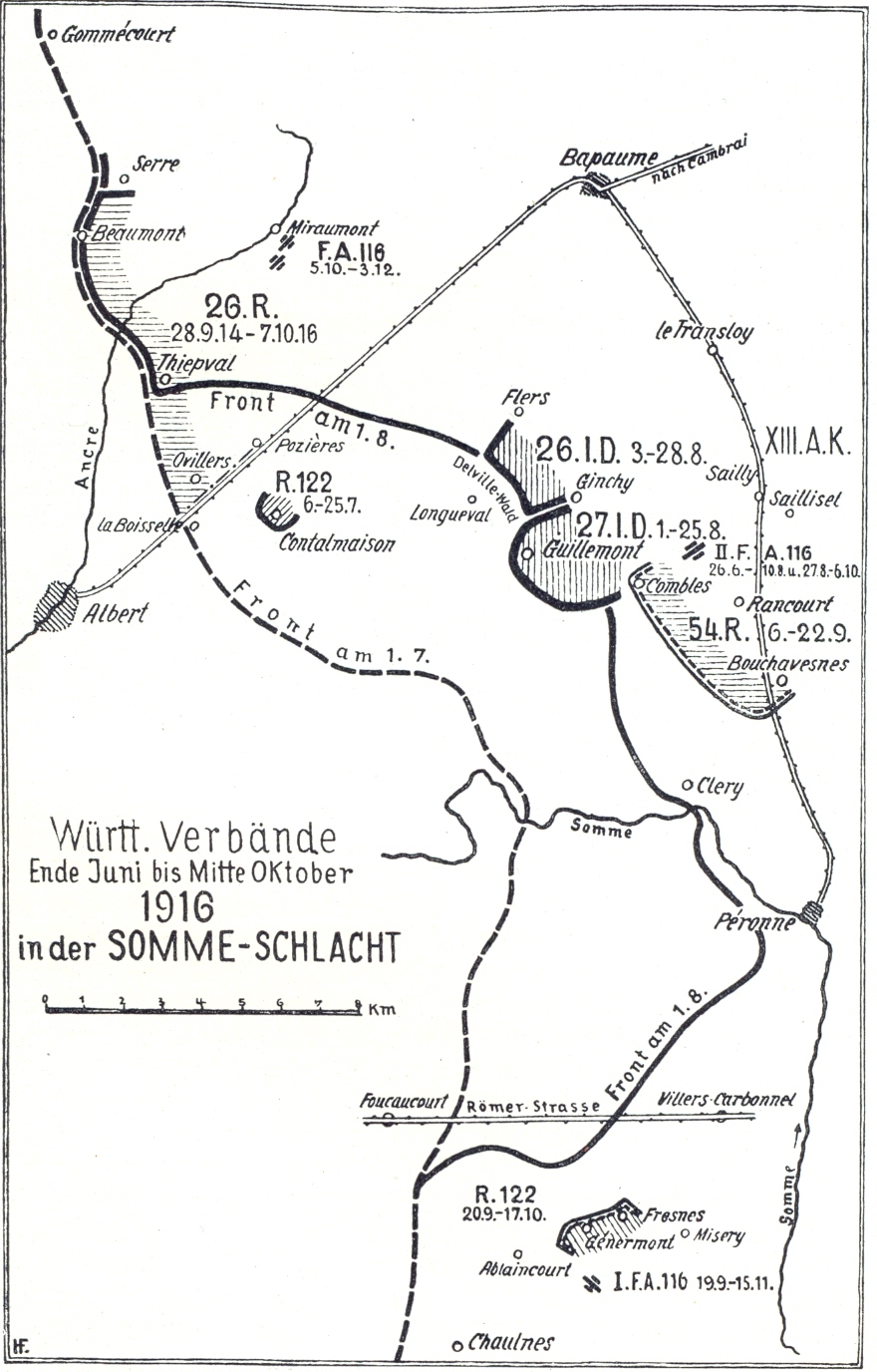
26. Inf.Div. in der Somme-Schlacht 1916
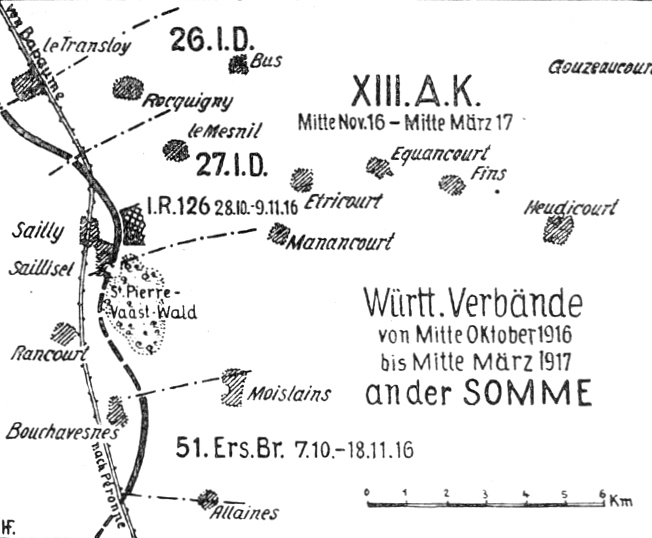
26. Inf.Div. in Flandern 1916
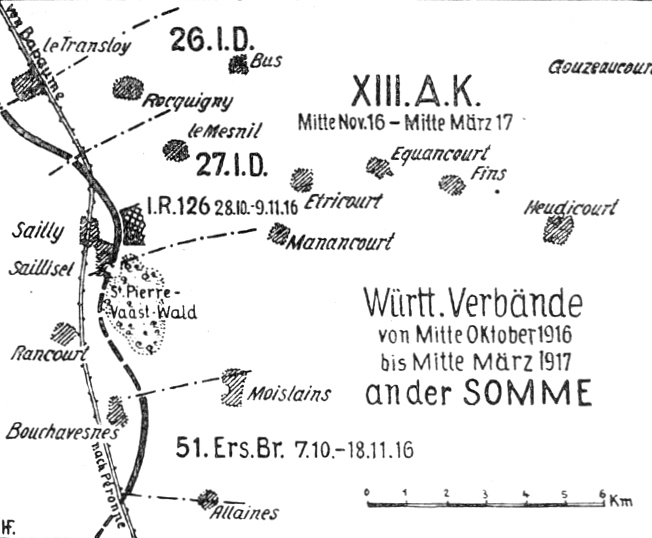
26. Inf.Div. an der Somme 1916/1917
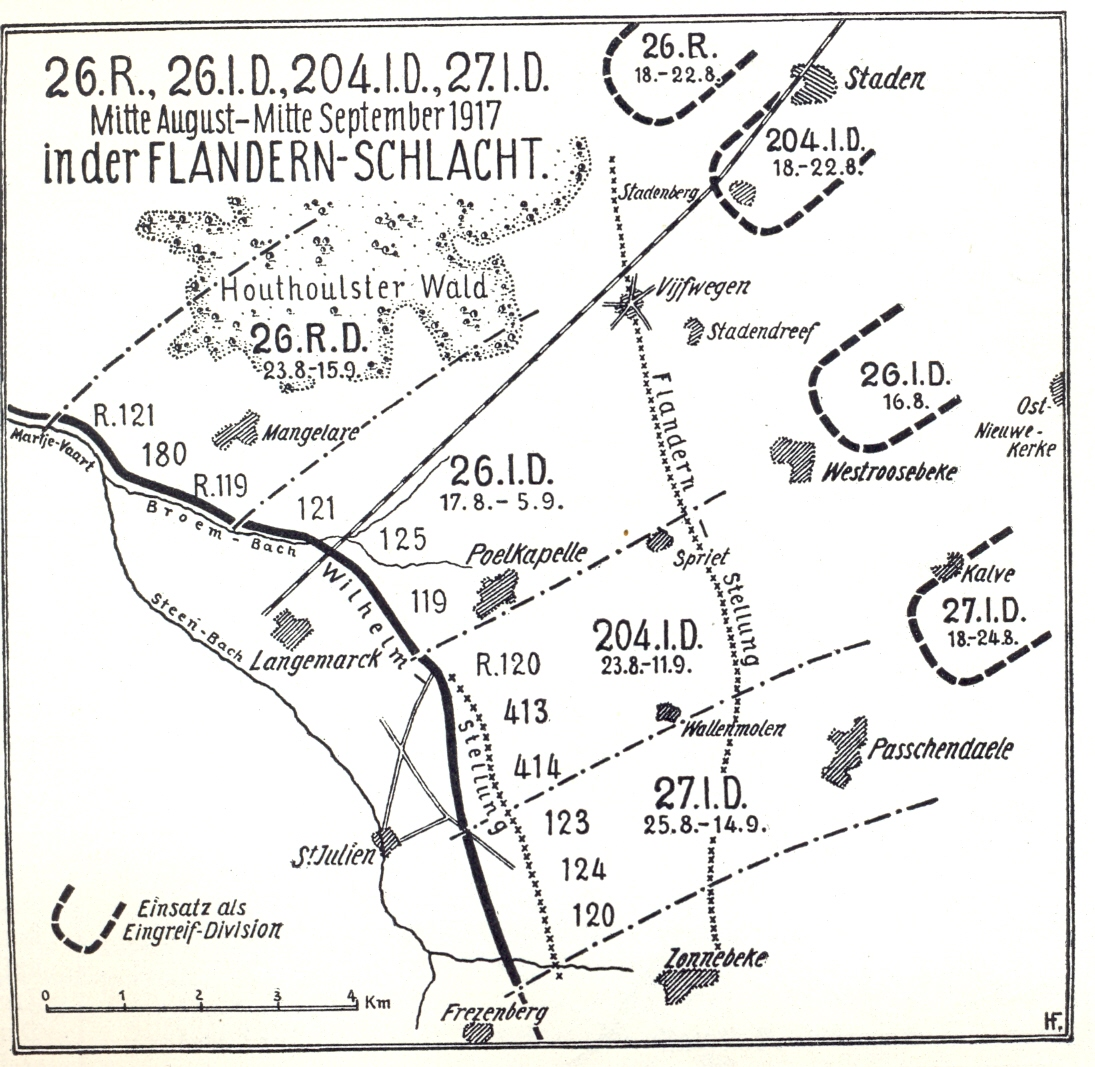
26. Inf.Div. in der Flandern-Schlacht 1917
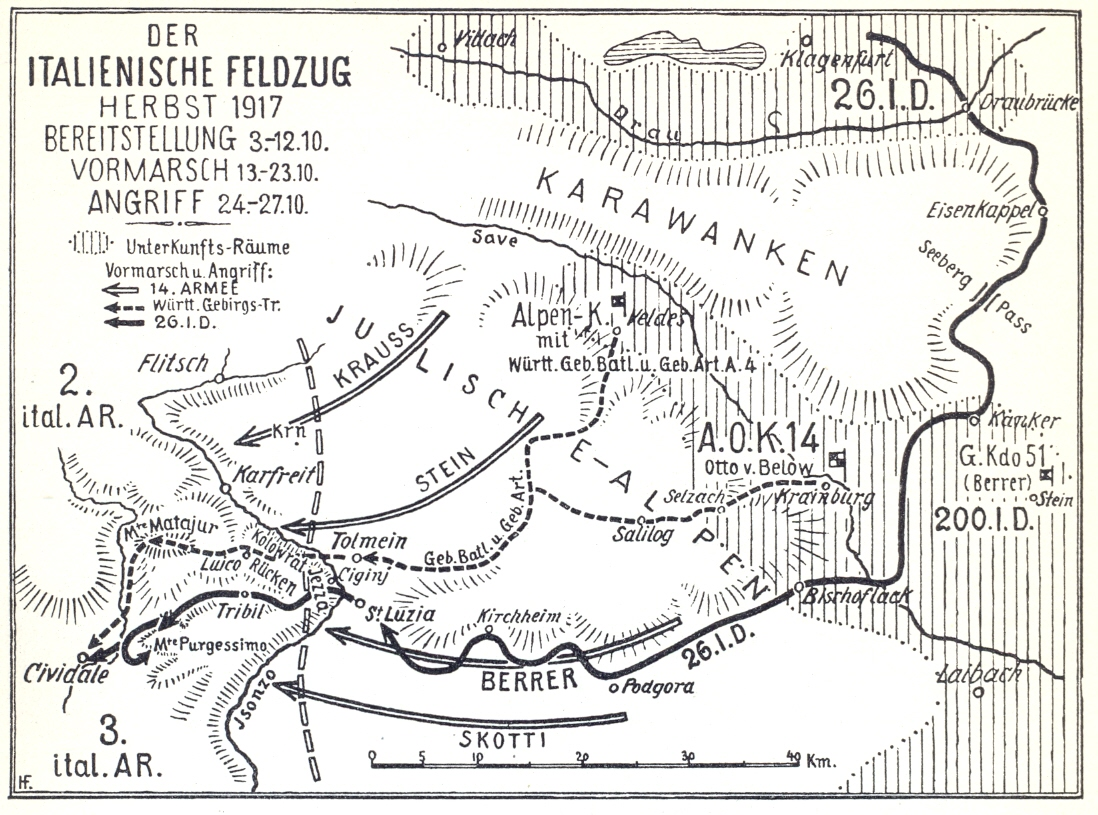
26. Inf.Div. in Italien 1917
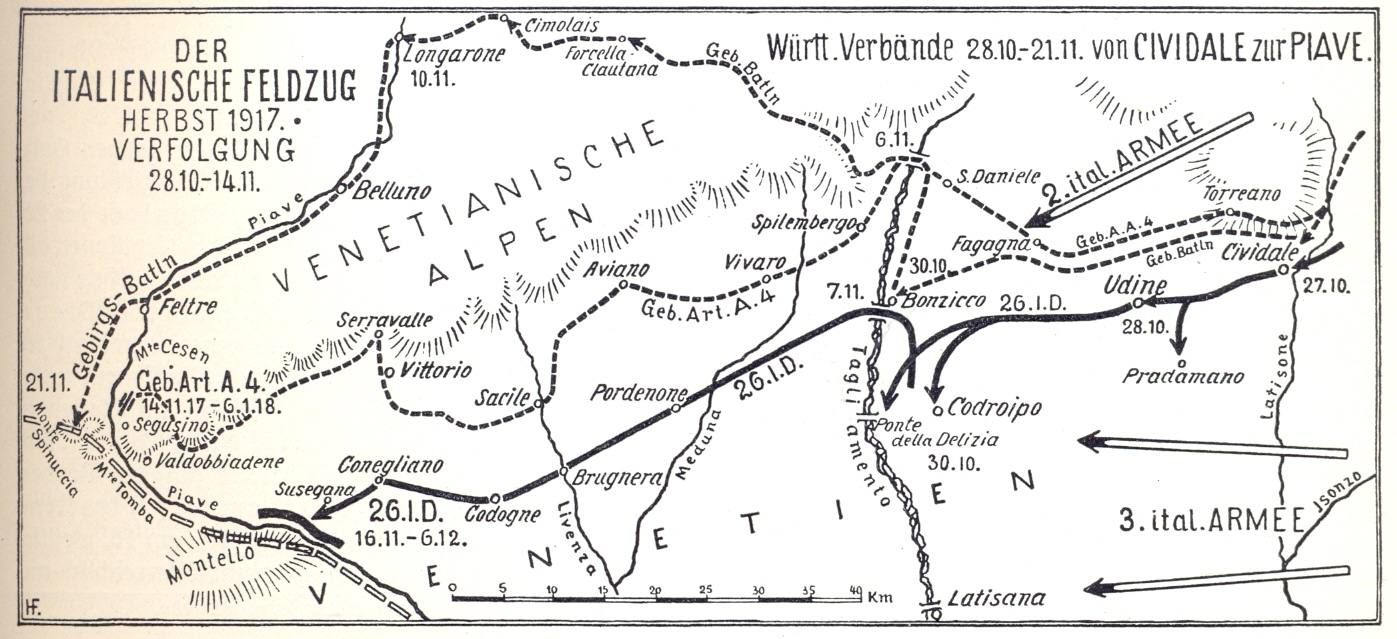
26. Inf.Div. in Italien 1917
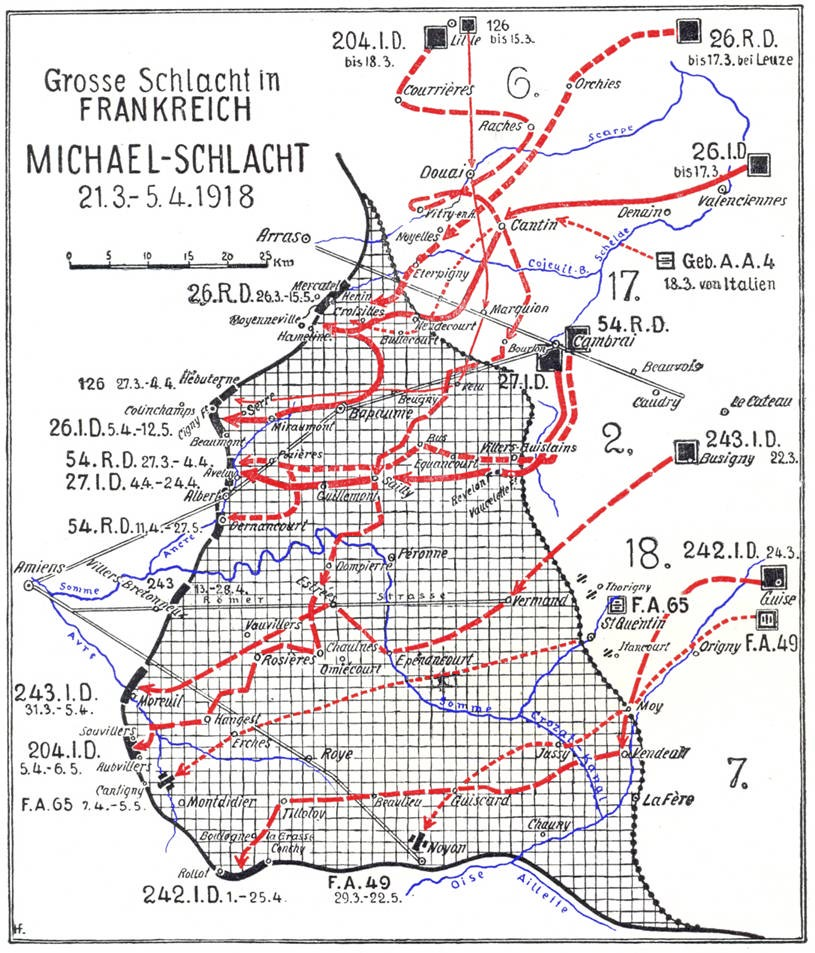
Operation Michael 1918
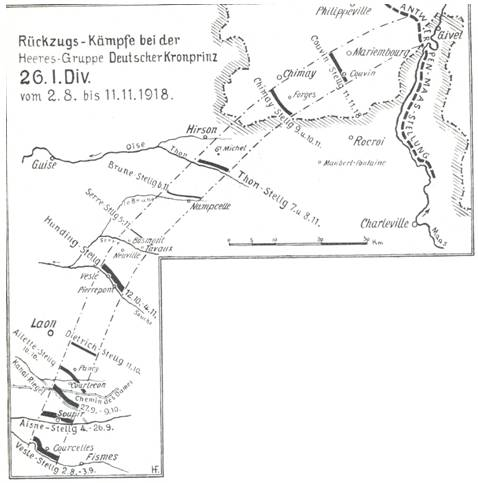
Rückzugskämpfe der 26. Inf.Div.
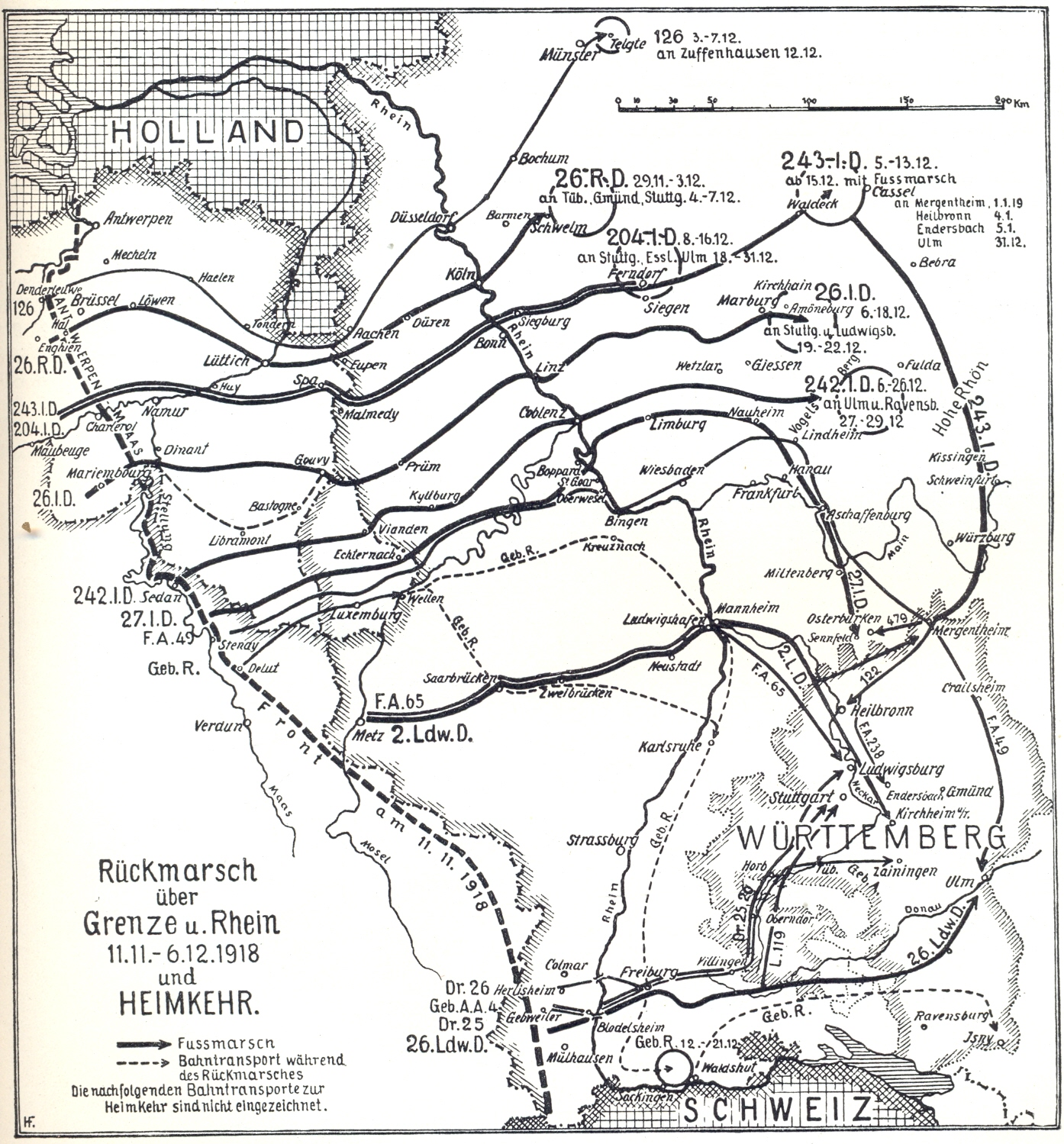
Rückmarsch im Westen 1914

## Auftrag
Das Regiment hatte den Auftrag, den infanteristischen Feuerkampf zu führen. Im Frieden wurden die Soldaten hierzu an entsprechenden Waffen sowie als Krankenträger ausgebildet.

## Organisation

### Verbandszugehörigkeit
Bis 1816 gab es in Württemberg im Frieden keine Großverbände. Solche wurden nur für einzelne Feldzüge zusammengestellt.
Mit der grundlegenden Neuorganisation 1817 wurde das württembergische Heer erstmals auch im Frieden in Großverbände gegliedert. Das Regiment bildete zusammen mit dem 2. Infanterie-Regiment die 1. Brigade in der 1. Division. Im Juli 1849 wurde wieder eine Neugliederung des württembergischen Heeres befohlen. Die Infanterie wurde in nur einer Division (ohne Nummer) zusammengefasst.
Von 1871 bis 1914 gehörte das Regiment zur 51. Infanterie-Brigade (1. Königlich Württembergische) in Ulm, (26. Division (1. Königlich Württembergische), XIII. (Königlich Württembergisches) Armee-Korps, 5. Armee).
Im Ersten Weltkrieg blieb die Friedensgliederung zunächst bestehen. Bei der Umgliederung im Dezember 1914 blieb die 26. (württ.) Infanterie-Division beim XIII. Korps („Korps Fabeck“) bei der 9. Armee (Mackensen). Im Oktober 1917 wurde sie dem Generalkommando z. b. V. (zur besonderen Verwendung) 51 in Italien unterstellt, ab 1918 gehörte sie zur 17. Armee.

### Gliederung
Bis 1871 bestand das Regiment aus zwei Bataillonen.
Am 15. November 1871 kam das 2. Jäger-Bataillon als Füsilier-Bataillon zum Regiment, am 2. Oktober 1893 wurde das IV. (Halb-)Bataillon aufgestellt.
Am 1. Oktober 1911 wurde eine Maschinengewehr-Kompanie aufgestellt. 

#### Abgaben
- Am 1. Oktober 1872 wurde die 7. Kompanie zur Aufstellung des III. Bataillons Infanterie-Regiment „Alt-Württemberg“ (3. Württembergisches) Nr. 121 abgegeben.
- 1873 wurde eine Kompanie zur Aufstellung des III. Bataillons Füsilier-Regiment „Kaiser Franz Josef von Österreich, König von Ungarn“ (4. Württembergisches) Nr. 122 abgegeben.
- Am 1. April 1897 wurde das IV. (Halb-)Bataillon an das 10. Württembergische Infanterie-Regiment Nr. 180 abgegeben.

Alle diese Abgaben wurden aus dem Regiment wieder aufgestellt.

## Bewaffnung und Ausrüstung

### Hauptbewaffnung
1831 wurden Gewehre mit Perkussionsschloss eingeführt, 1851 das Miniégewehr, ab 1898 der Karabiner 98. Zu Beginn des Ersten Weltkrieges hatte jedes Infanterie-Regiment 6 schwere Maschinengewehre, Ende 1917 36 schwere und 72 leichte Maschinengewehre.

### Uniform
- 1806: Geschlossener blauer Rock bis zur Taille mit gelben Kragen, Aufschlägen, Rabatten und Achselklappen. Weiße Tuchhosen und schwarze Schuhe und Gamaschen. Schwarzer Raupenhelm mit hohem schwarzem Stutz vorn auf der Raupe, vorn gelbes Schild mit württembergischem Wappen.
- 1813: Rock wie bisher, aber weiße Litzen an Kragen und Aufschlägen, schwarzer Ledertschako Messingschild und gelben Schuppenketten.
- 1817: Dienstrock in den Monaten November bis April eine königsblaue Kutka (bis ein Zoll oberhalb der Kniescheibe) mit blauer Schärpe, in den Monaten Mai bis Oktober königsblauer Spenzer (bis an die Hüften), ohne Knöpfe, mit geschlossenem blauem Kragen mit roter Biese und roten Aufschlägen. Eiserne Epauletten mit silbernem Halbmond und blauem Futter aus Tuch. Schwarzes Halsband. Königsblaue, halbweite Hosen (im Sommer weiße Hosen und Gamaschen). Schwarzer Tschako aus Filz mit ledernem Deckel, vorn eisernes Schild mit Regimentsnummer und schwarz-rote Kokarde. Schwarze Bundschuhe (ab 1820 kurze schwarze Gamaschen und Schuhe). Das Lederzeug (unter den Epauletten getragen) war weiß. Hellgrauer Mantel.
- 1821: Königsblaues Colett mit zwei Reihen gelber Knöpfe (mit Regimentsnummer) vorn, rotem geschlossenem Kragen und blauen polnischen Aufschlägen mit roter Biese. Blaue Hosen mit roter Biese.
- 1845: Schwarzer französischer Tschako mit weißem Oberrand und dunkelblauem Busch.
- 1849: Einreihiger blauer Waffenrock mit weißen Knüpfen und rotem Kragen. Achselklappen mit Regimentsnummer.
- 1864: Dunkelblauer, rot gesäumter Rock mit zwei Reihen weißerKnöpfen, hinten vier Knöpfe, Ärmel mit roter Biese, am Kragen weiße Patten, rote Achselklappen mit Schulterwulst und schwarzer Regimentsnummer. Dunkelgraue Hosen mit roter Biese. Dunkelblaue Mützen mit roter Biese. Die Epauletten entfallen, als Dienstgradabzeichen Sterne am Kragen wie in Österreich.
- 1871: Preußischer Helm (Pickelhaube) mit württembergischem Wappen und der Devise „Furchtlos und trew“
- 1872: Uniform nach preußischen Normen, jedoch weiterhin zweireihiger Waffenrock bis 1892. Achselklappen rot mit gekröntem „O“. Als Unterscheidungsmerkmal beibehalten wurden auch die schwedisch geschnittenen Aufschläge. Das Regiment besaß Gardestatus und trug wie das 123. Grenadierregiment weiße Gardelitzen, zu Paraden einen weißen Federbusch.
- 1897: Zusätzlich zur württembergischen Landeskokarde wird wie im gesamten Reichsheer nun auch die deutsche Reichskokarde am Helm getragen.

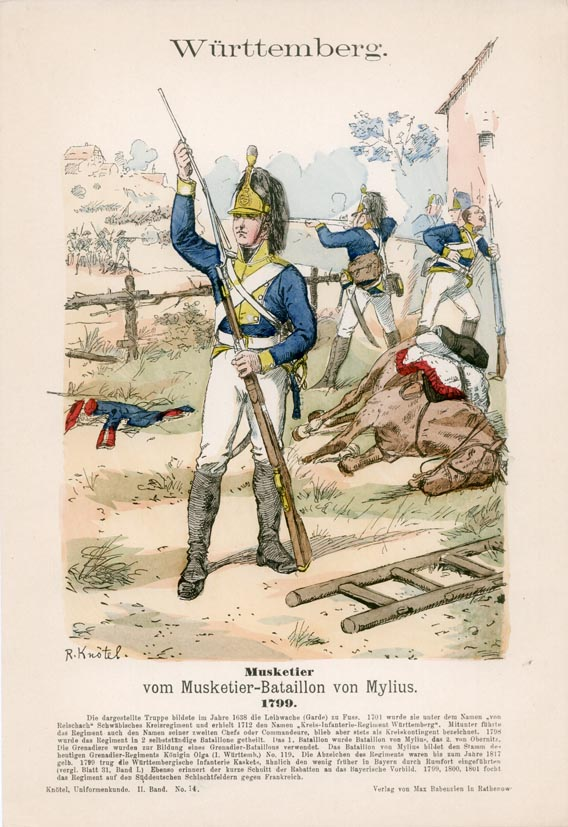
Musketier vom Musketier-Bataillon von Mylius. 1799
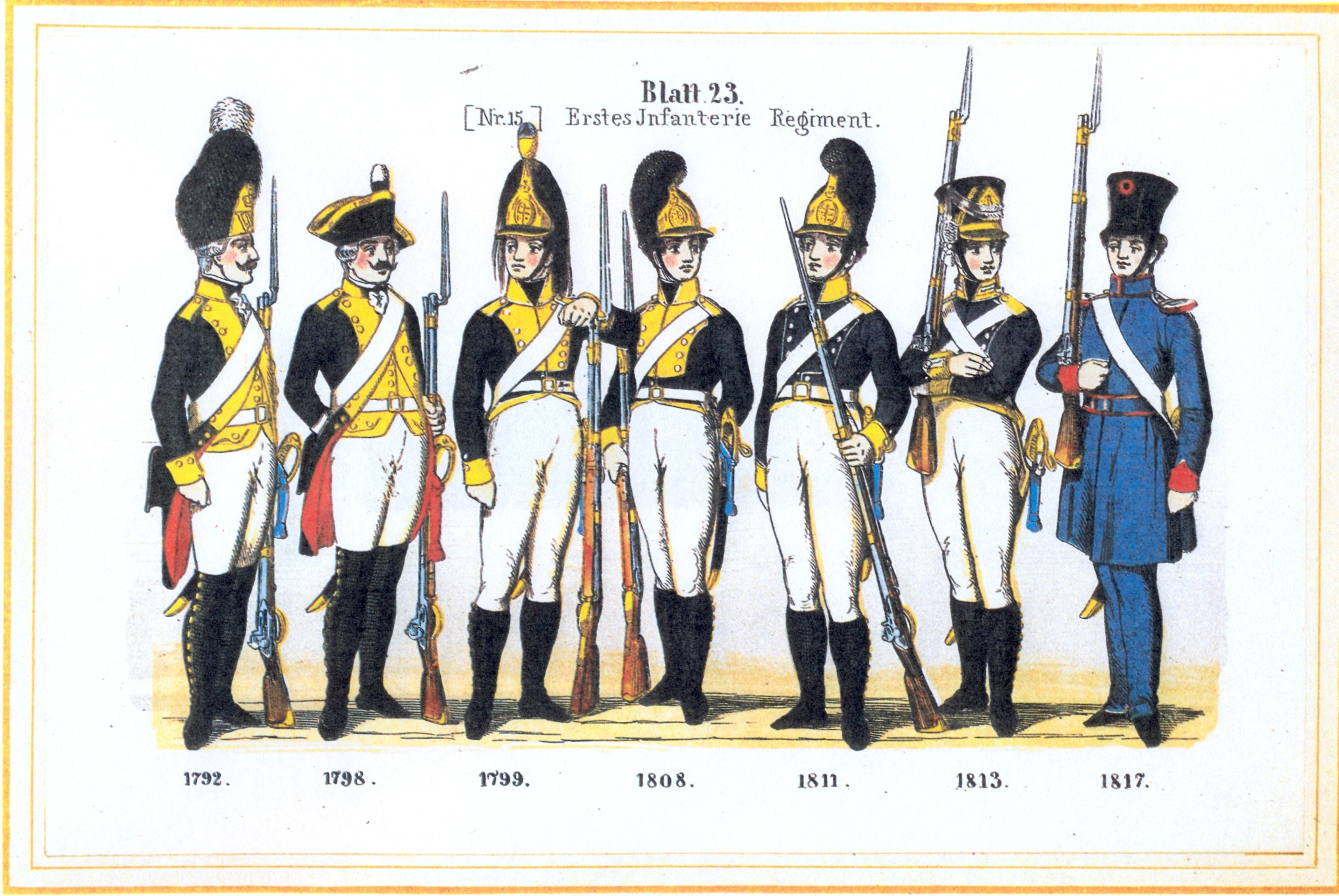
Uniformen 1808 bis 1817
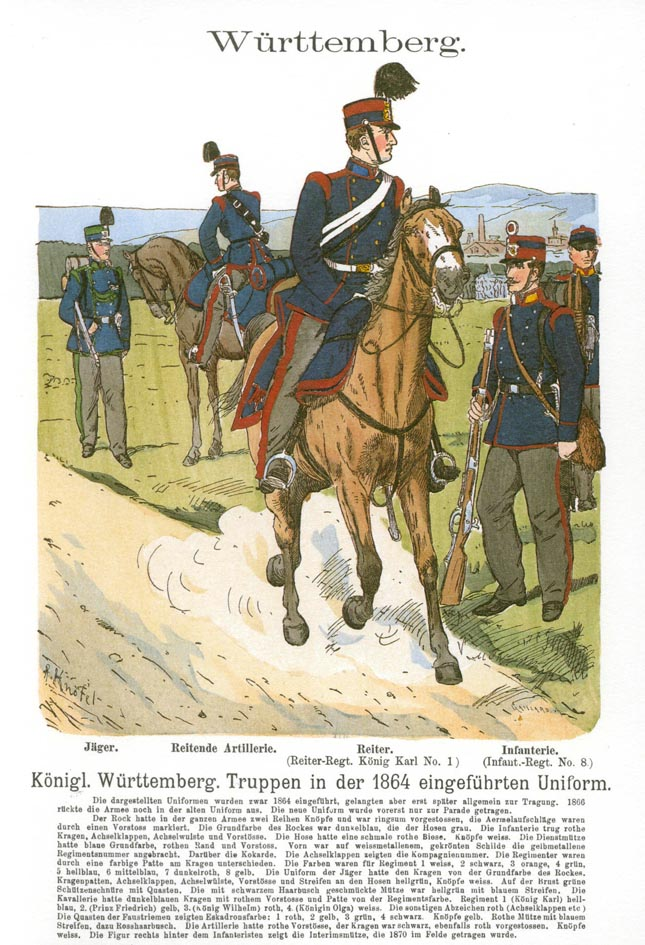
Württembergische Infanterie-Uniform ab 1864 (1. v. rechts)
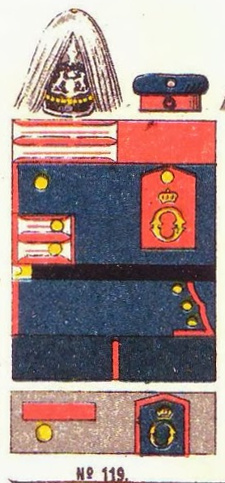
Schematische Darstellung der Uniform (1890)
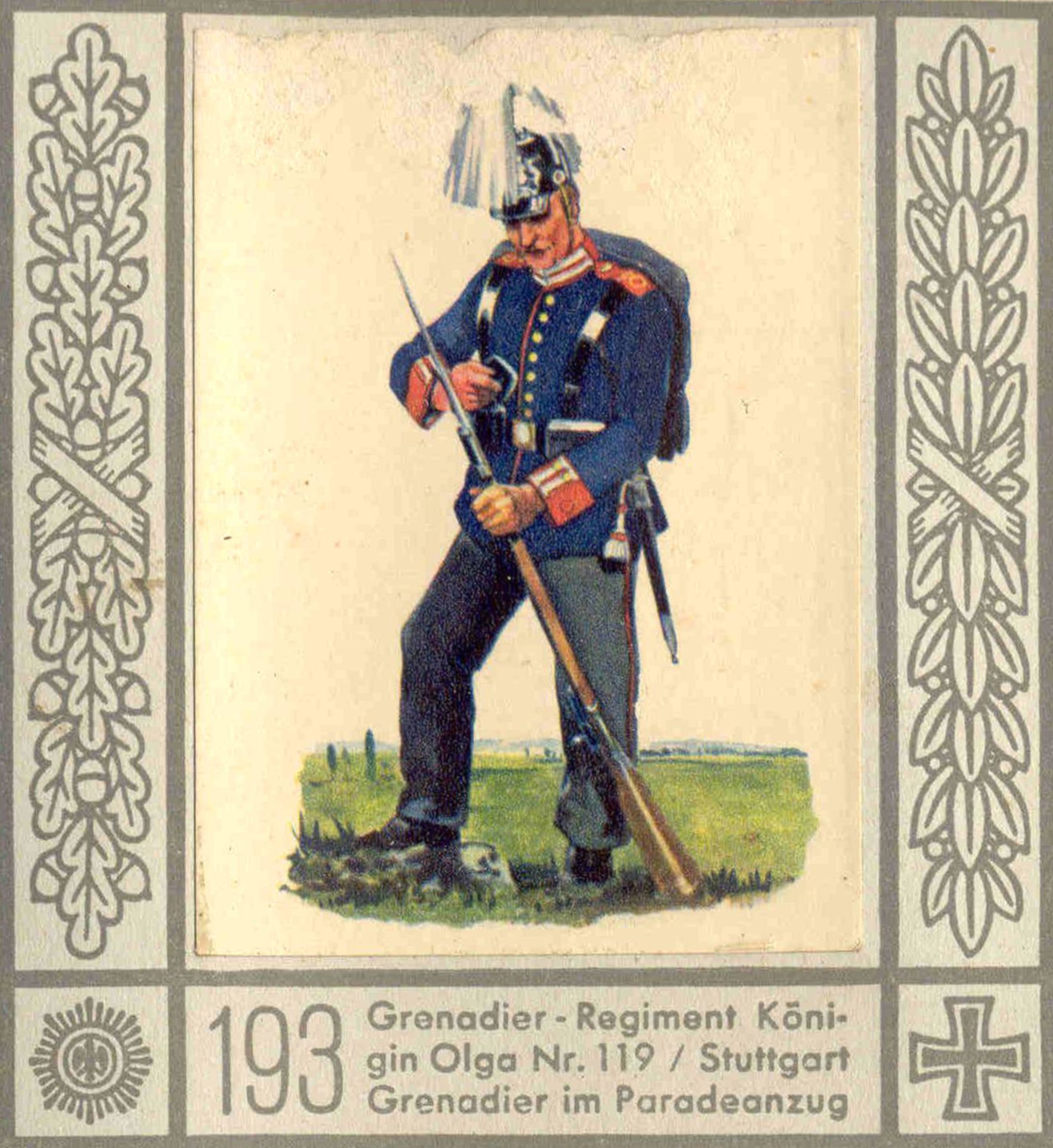
Uniform nach 1872, Grenadier im Paradeanzug (Paradeuniform), Grenadier-Regiment Nr. 119, (Waldorf-Astoria, 1932)

### Fahne
Das Regiment erhielt seine ersten vier Fahnen durch königliche Ordre vom 26. Mai 1811. Das Tuch war gelb mit goldenen Franzen an allen Seiten. Auf der einen Seite befand sich der goldene gekrönte Namenszug „F.R.“, auf der anderen Seite das gekrönte württembergische Wappen mit Wappenmantel. Diese Fahnen wurden wie alle württembergischen aus dem Russlandfeldzug 1812 zurückgebracht. Wie bei allen Regimentern wurden am 4. Oktober 1818 die Fahnen durch Feldzeichen ersetzt, die durch Höchste Ordre vom 3. September 1851 wieder durch neue Fahnen ersetzt wurden. Jedes Bataillon erhielt eine Fahne aus burgunderrotem Tuch mit weißen Fransen an allen Seiten. In der Mitte der einen Seite befand sich der gold-gelbe gekrönte Namenszug „W“, die andere Seite das von einem gelben Hirsch und einem schwarzen Löwen gehaltene württembergische Wappen, auf blauem Devisenband die Inschrift „Furchtlos und trew“ sowie das weiße Kreuz des Militärverdienstordens.
Das Füsilier-Bataillon erhielt 1874 seine Fahne. Sie war wie die Fahnen von 1851, jedoch ohne Fransen und mit dem gekrönten Namenszug „K“. Sie wurde 1908 durch eine gleiche ersetzt, jedoch mit dem gekrönten Namenszug „W“.
Das IV. Bataillon erhielt 1894 seine Fahne. Sie entsprach der des Füsilier-Bataillons von 1908, aber mit dem Namenszug „W.R.“, blieb bei der Abgabe des Bataillons beim Regiment und wurde vom I. Bataillon als zweite Fahne mitgeführt.

Großes Wappen König Friedrichs
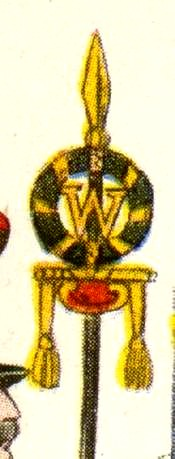
Württembergische Feldzeichen 1818
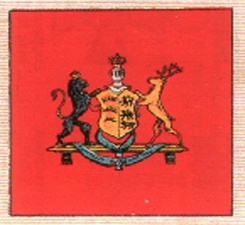
Württembergische Fahne
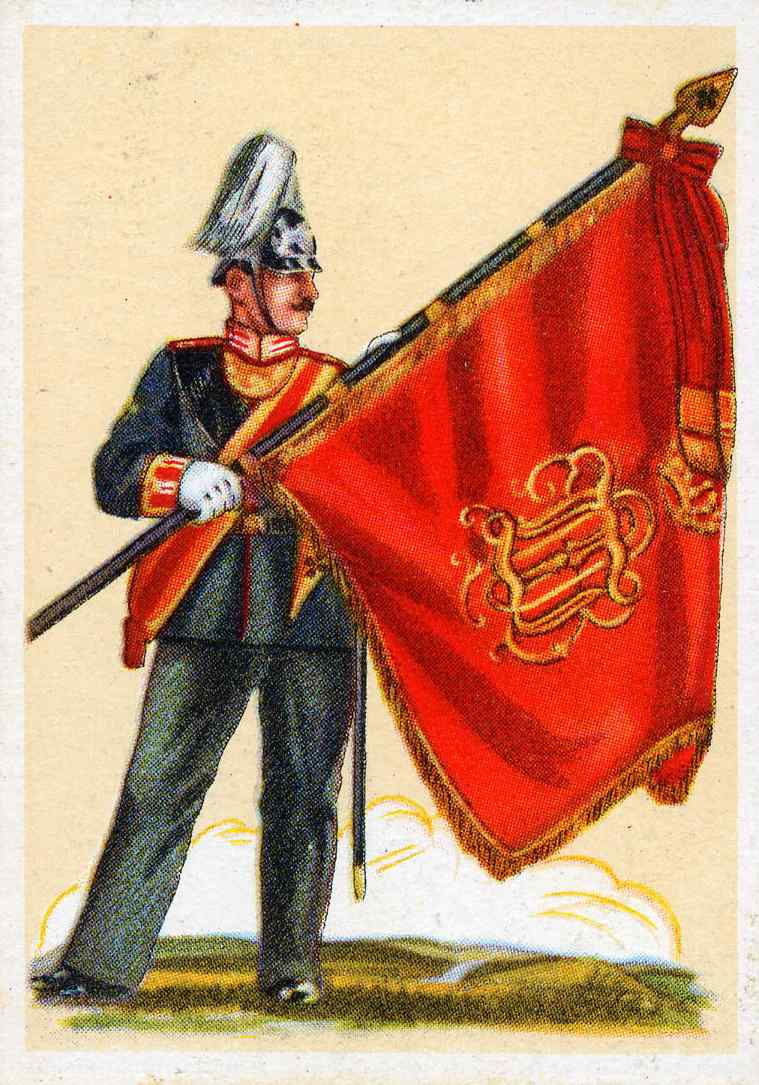
Fahne (1. Württembergisches) Grenadier-Regiment Nr. 119, I. und II. Bataillon (Rückseite)
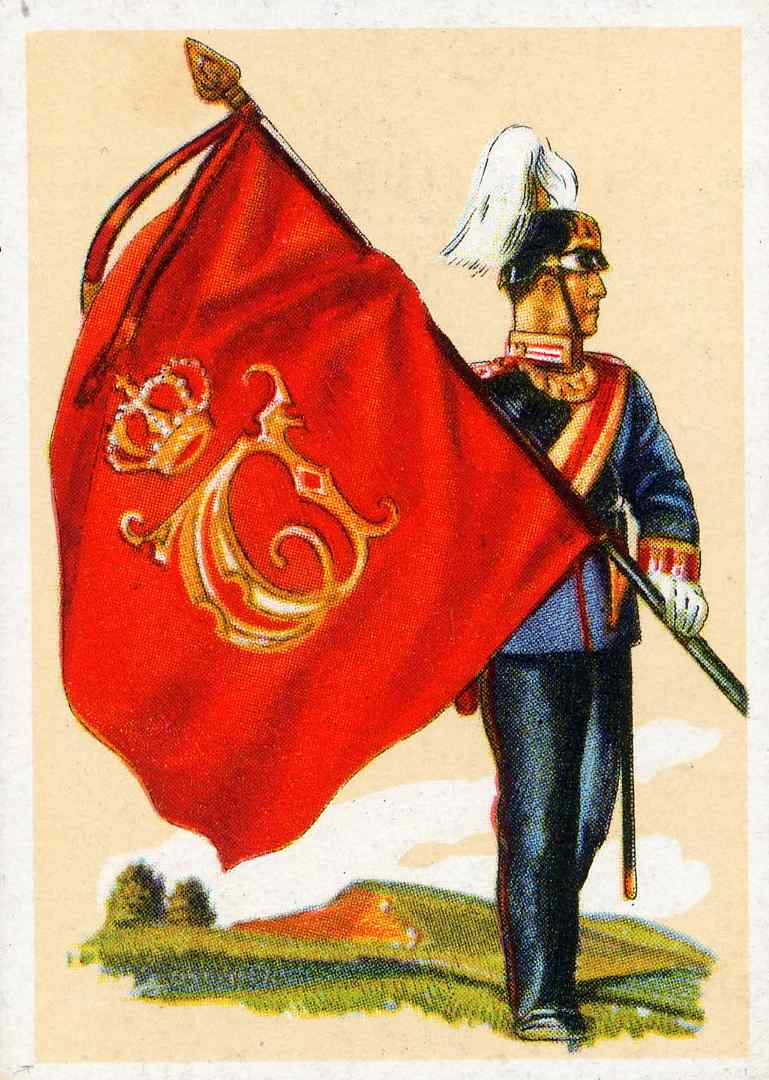
Fahne (1. Württembergisches) Grenadier-Regiment Nr. 119, III. und IV. Bataillon (Rückseite)

### Kommandeure
| Nr. | Name                                                  | Beginn der Berufung           | Bemerkungen |
| --- | ----------------------------------------------------- | ----------------------------- | --- |
| 1.  | Oberstleutnant Ludwig Wilhelm von Koseritz            | 30. Oktober 1803              | bis 1806 Bataillonskommandeur |
| 2.  | Oberstleutnant Wilhelm Karl Friedrich von Nettelhorst | 21. Dezember 1807             | |
| 3.  | Oberst Rudolph von Bünau                              | 04. September 1808            | |
| 4.  | Oberst Heinrich Constantin Franz von Dernbach         | 05. Februar 1812              | |
| 5.  | Oberst Peter Paul von Biberstein                      | 23. März 1803                 | |
| 6.  | Oberstleutnant Christian Alexander von Stumpe         | 0November 1813                | . |
| 7.  | Oberst Louis von Hohenlohe-Langenburg                 | 01. Januar 1814               | später Kommandeur der 2. Infanterie-Brigade |
| 8.  | Johann Carl Christoph Kechler von Schwandorf          | 22. Januar 1815               | |
| 9.  | Oberst Louis von Valois                               | 07. September 1829            | später Kommandeur der 2. Infanterie-Brigade |
| 10. | Oberst Karl von Knoerzer                              | 05. März 1838                 | |
| 11. | Oberst Wilhelm von Donop                              | 11. Juli 1848                 | später Kommandeur der 1. Infanterie-Brigade |
| 12. | Oberstleutnant Otto Paul von Seeger                   | 23. Januar 1854               | |
| 13. | Oberst Adolf von Starkloff                            | 16. Oktober 1865              | später Kommandeur der 2. Infanterie-Brigade |
| 14. | Oberst Karl von Berger                                | 24. April 1869                | 30. November 1870 gefallen bei Villiers |
| 15. | Oberst Karl von Knoerzer                              | 10. Januar 1871               | später Kommandeur der 52. Infanterie-Brigade |
| 16. | Oberstleutnant Ernst Pergler von Perglas              | 06. April 1874                | zur Vertretung des abkommandierten Kommandeurs kommandiert |
| 17. | Oberst Gustav von Brandenstein                        | 06. Juli 1874                 | später Kommandeur der 52. Infanterie-Brigade |
| 18. | Oberst Christian Faber du Faur                        | 18. Juni 1879                 | |
| 19. | Oberst Max Schott von Schottenstein                   | 09. Juli 1883                 | später württembergischer Kriegsminister und Ministerpräsident |
| 20. | Oberst Wilhelm von Pfaff                              | 25. Juli 1888                 | später Kommandeur 39. Infanterie-Brigade |
| 21. | (preuß.) Oberst Günther von Schlotheim                | 16. September 1889            | später Kommandeur der 51. Infanterie-Brigade |
| 22. | Oberst Fritz von Hiller                               | 28. Mai 1892                  | später Kommandeur der 52. Infanterie-Brigade |
| 23. | Oberst Albrecht von Württemberg                       | 18. April 1896                | 1900 Kommandeur der 51. Infanterie-Brigade 1908/13 Kommandierender General des XII. Armee-Korps 1914 Oberbefehlshaber der 4. Armee                                              |
| 24. | Oberst Alexander von Normann                          | 10. September 1898            | später Kommandeur der 42. Infanterie-Brigade |
| 25. | Oberst Rudolf von Berger                              | 22. April 1900                | 1904 Kommandeur Infanterie-Brigade |
| 26. | Oberst Franz von Mittnacht                            | 24. April 1904                | 1907 Kommandeur der 53. Infanterie-Brigade |
| 27. | Oberst Theodor von Watter                             | 14. April 1907                | später Kommandeur der 29. Infanterie-Brigade April 1912 bis August 1914 Kommandeur der 39. Division August 1916 bis Dezember 1918 Kommandierender General des XIII. Armee-Korps |
| 28. | Oberst Karl von Graevenitz                            | 24. März 1909                 | später Kommandeur der 29. Infanterie-Brigade |
| 29. | Oberst Friedrich Bronsart von Schellendorf            | 01. Oktober 1912              | später Chef des Generalstabes der Osmanischen Armee |
| 30. | (preuß.) Oberst Hans von der Esch                     | 08. Dezember 1913             | später Kommandeur der 7. Division |
| 31. | Generalmajor z. D. Adolf von Martin                   | 08. Dezember 1914             | † 11. Dezember 1914 an seinen Verletzungen |
| 32. | Oberst Karl Ströhlin                                  | 25. Januar 1915               | 1917 Kommandeur der 53. Infanterie-Brigade |
| 33. | Oberst Max von Gemmingen                              | 21. Juni 1917                 | 1918 Kommandeur der 51. Infanterie-Brigade |
| 34. | Alfred Wald                                           | 18. Januar 1918               | |
| 35. | Oberstleutnant Adolf Schwab                           | 01. Januar bis September 1919 | |

Regimentsführer:
1866: Hauptmann von Knoerzer vom 1. Jäger-Bataillon
1870/1871: Hauptmann Schickhardt, Major von Haldenwang, Oberstleutnant von Schroeder
1914–1918: Hauptmann Sprösser, Schwab, Freiherr von Hügel, Wolff, von Haldenwang, Scharwächter

### Regimentschefs
Regimentsinhaber bzw. Regimentschefs waren
- 1805: Generalmajor Caspar Heinrich von Schröder
- 1807: Generalmajor Friedrich von Phull
- 1809: Generalleutnant Prinz Paul von Württemberg
- 8. Dezember 1813: König Friedrich I. von Württemberg
- 19. Dezember 1864: Königin Olga von Württemberg
- 25. Januar 1914: Generaloberst, später Generalfeldmarschall Herzog Albrecht von Württemberg

## Sonstiges
- 1895 errang die 7. Kompanie den Königspreis.

### Persönlichkeiten im Regiment
- General der Infanterie Hermann Geyer trat am 4. Juli 1900 in Stuttgart als Fahnenjunker in das Regiment ein.
- Philipp Albrecht Herzog von Württemberg
- Hermann Stenner, Maler und Grafiker
- Friedrich von Graevenitz, genannt „Fritz“, (später) General
- Fritz von Graevenitz, Bildhauer, Maler und Hochschullehrer, Sohn vom Vorangegangenen

## Verweise